# Creil
Pour les articles homonymes, voir Creil (homonymie).
Ne doit pas être confondu avec Créteil.
Creil est une commune française située dans le département de l'Oise en région  Hauts-de-France. Elle est principalement connue pour son importante agglomération et sa proximité avec la région parisienne.
Située dans la vallée de l'Oise, au nord de la région parisienne, cette ville de plus de 35 000 habitants, appelés Creillois, est au centre de l'unité urbaine de Creil rassemblant 120 350 habitants en 2015 (116 662 habitants en 2009), la première du département de l'Oise.
Siège d'un château royal au Moyen Âge, Creil s'est surtout développée au cours du XIXe siècle, grâce à une industrie bénéficiant de la présence du chemin de fer à partir de 1844 et de la proximité de la capitale. Spécialisée dans un premier temps dans la faïence, l'agglomération est devenue un grand centre métallurgique et abrite à partir du XXe siècle plusieurs usines liées au secteur automobile. La ville, dont le site historique est situé sur l'île Saint-Maurice puis sur la rive gauche, s'est étendue aux alentours de la gare, sur la rive droite à partir de 1850. Avec la période des Trente glorieuses, de nouveaux quartiers sous la forme de grands ensembles sont édifiés sur le plateau dominant la vallée. La ville subit cependant de plein fouet la crise du secteur métallurgique à partir des années 1970, entraînant une montée du chômage et des problèmes sociaux. Un important projet de renouvellement urbain, lancé en 2007, concerne plusieurs quartiers de la ville.

## Géographie

Représentations cartographiques de la commune
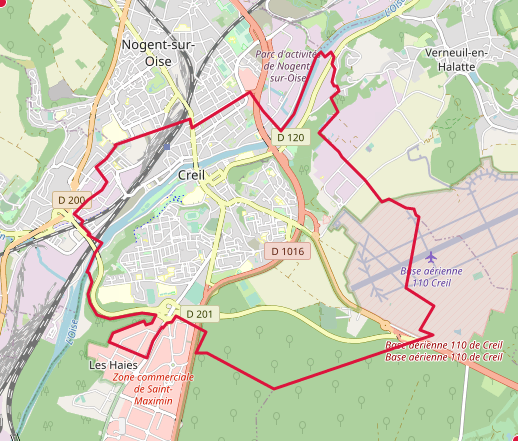
Carte OpenStreetMap.
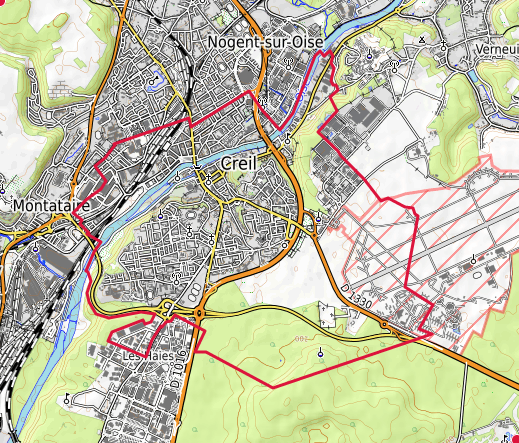
Carte topographique.

### Localisation
Creil est située dans le bassin parisien, au sud des Hauts-de-France. Elle est située historiquement à la limite entre le Valois et le Beauvaisis. Creil est située à 45 km de Paris, 35 km de Beauvais et 72 km d'Amiens.
La ville est traversée par l'Oise. Ville porte du parc naturel régional Oise-Pays de France, Creil est bordée à l'est par la forêt d'Halatte et au sud-est par la forêt de Chantilly,

### Communes limitrophes
Les communes limitrophes sont Nogent-sur-Oise, Apremont, Montataire, Saint-Maximin et Verneuil-en-Halatte.
|            | Nogent-sur-Oise |                     |
| Montataire | Creil           | Verneuil-en-Halatte |
|            | Saint-Maximin   | Apremont            |

### Topographie et géologie

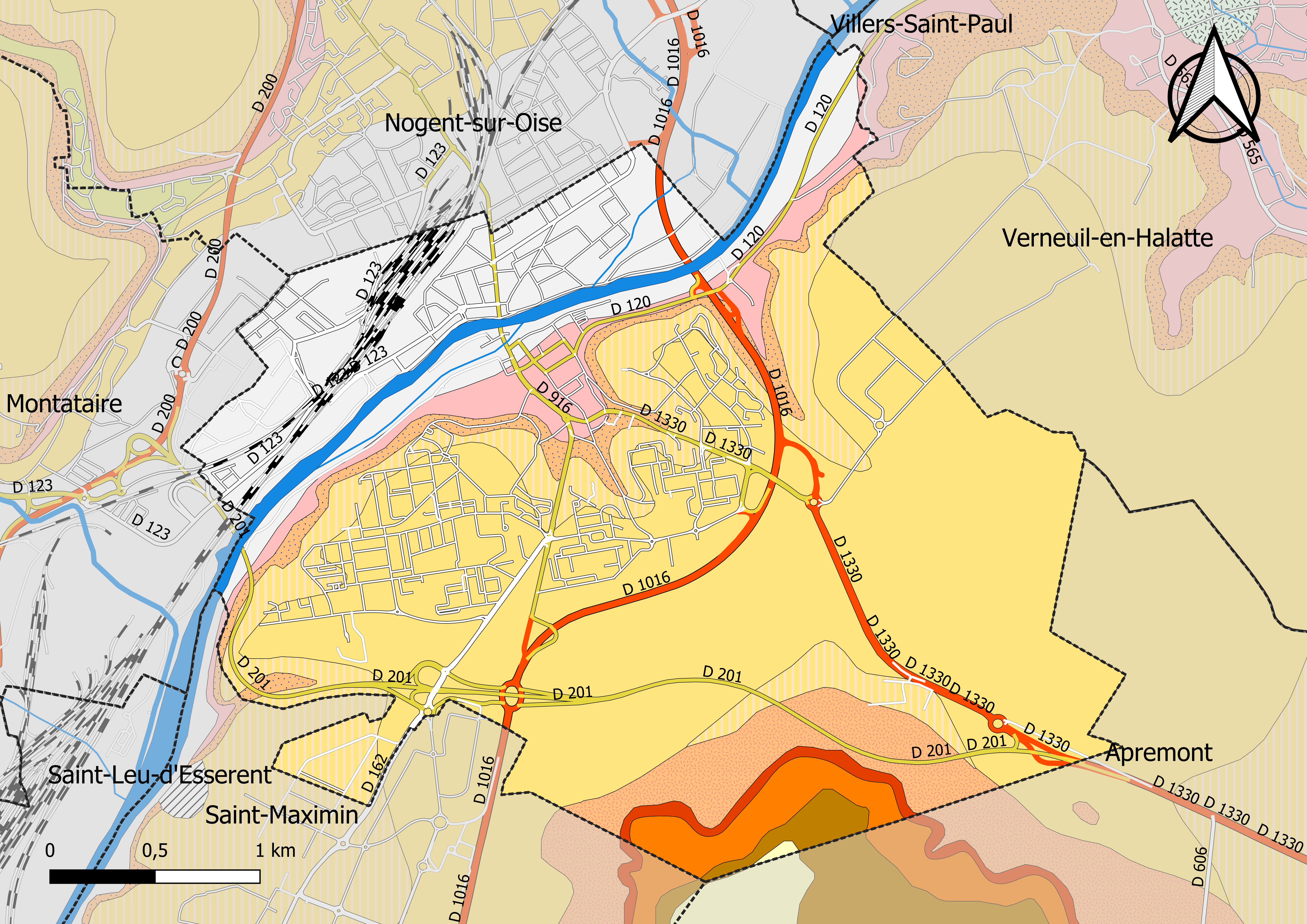
Carte géologique de Creil

Le site originel de la ville est un ancien gué sur la rivière Oise, en contrebas d'un plateau dominant la vallée. Le site étant très étroit sur la rive gauche, la ville s'est étendue sur la rive droite, beaucoup plus large et plate. Entre les deux, se trouve l'île Saint-Maurice. Le point le plus bas est situé au niveau de la rivière, en aval de la ville, à 25 m d'altitude. Le point le plus haut est située dans la forêt de la Haute-Pommeraie, à 129 m de haut.
La ville ancienne est construite sur des sables cuisiens sur la rive gauche, alors que, sur la rive droite, elle se développe sur des limons récents. Le plateau est composé de calcaire du Lutétien recouvert, sur le territoire de la commune, par des limons. La position en rebord de plateau, avec l'affleurement de la roche, a favorisé le développement de carrières de pierre (Carrières de Saint-Maximin et pierre de Saint-Leu) puis d'habitations troglodytes, appelées « tufs », qui ont aujourd'hui presque toutes été murées.
|  | Fz : | Alluvions récentes : argiles et limons, parfois tourbeux |
|  | Dd : | Sables éoliens formant des dunes (Quaternaire)           |
|  | LP : | Limons argileux des plateaux, à composante loessique     |

|  | e6b1 :  | Sable quartzeux verdâtre d'Ezanville, Calcaire de Ducy, Horizon de Mortefontaine et Calcaire et Marnes de Saint-Ouen (faciès &‘Marinésien’ inférieur et moyen) (Bartonien supérieur) |
|  | e6a4 :  | Sables de Beauchamp (faciès ‘Auversien’) (Bartonien inférieur) |
|  | e6a3 :  | Argiles (‘Argile de Saint-Gobain, Argiles de Villeneuve-sur-Verberie’) (faciès ‘Auversien’) (Bartonien inférieur)                                                                    |
|  | e6a2 :  | Sables roux à niveaux de galets (‘Sables d'Auvers’)(faciès ‘Auversien’) (Bartonien inférieur)                                                                                        |
|  | e5b-c : | Calcaire grossier et Calcaire à cérithes (Lutétien moyen et supérieur) |
|  | e5a :   | Calcaires et sables glauconieux (‘Glauconie grossière’), Calcaire à Nummulites laevigatus (‘Pierre à Liards’) (Lutétien inférieur)                                                   |
|  | e4b :   | Argile de Laon, Sables de Cuise s.l. (faciès ‘Cuisien’ indifférencié) (Yprésien supérieur)                                                                                           |

### Hydrographie
La commune est située dans le bassin Seine-Normandie. Elle est drainée par l'Oise, la Petite Breche, divers bras de l'Oise,,.
L'Oise prend sa source en Belgique, à 309 mètres d'altitude, dans l'ancienne commune de Forges et se jette dans la Seine à 20 mètres d'altitude, au Pointil en rive droite et en aval du centre de Conflans-Sainte-Honorine dans le département des Yvelines. D'une longueur 341 kilomètres, elle est presque entièrement navigable et bordée de canaux sur 104 kilomètres. L'Oise, en aval de Creil, a fait l'objet d'un dragage afin de limiter les risques de crues mais aussi de permettre le passage de péniches de lourds tonnages (jusqu'à 4 000 tonnes), dans le cadre du projet de la liaison Seine-Escaut mené par Voies navigables de France.
En aval immédiat de la commune, se trouve un barrage appelée barrage ou écluse de Creil, situé en réalité dans la commune de Saint-Leu-d'Esserent. Ce barrage a été totalement reconstruit en 2003-2004 afin de procéder à une modernisation de son mode de fonctionnement, l'ancien datant de 1902. Il possède deux passes navigables de 31 m, une passe non navigable de 12 m ainsi qu'une passe à poissons. Il est muni de clapets métalliques pesant jusqu'à 50 tonnes. Le site intègre deux écluses de 125 m et 185 m de long qui ont elles aussi fait l'objet d'une rénovation en 2002-2003.

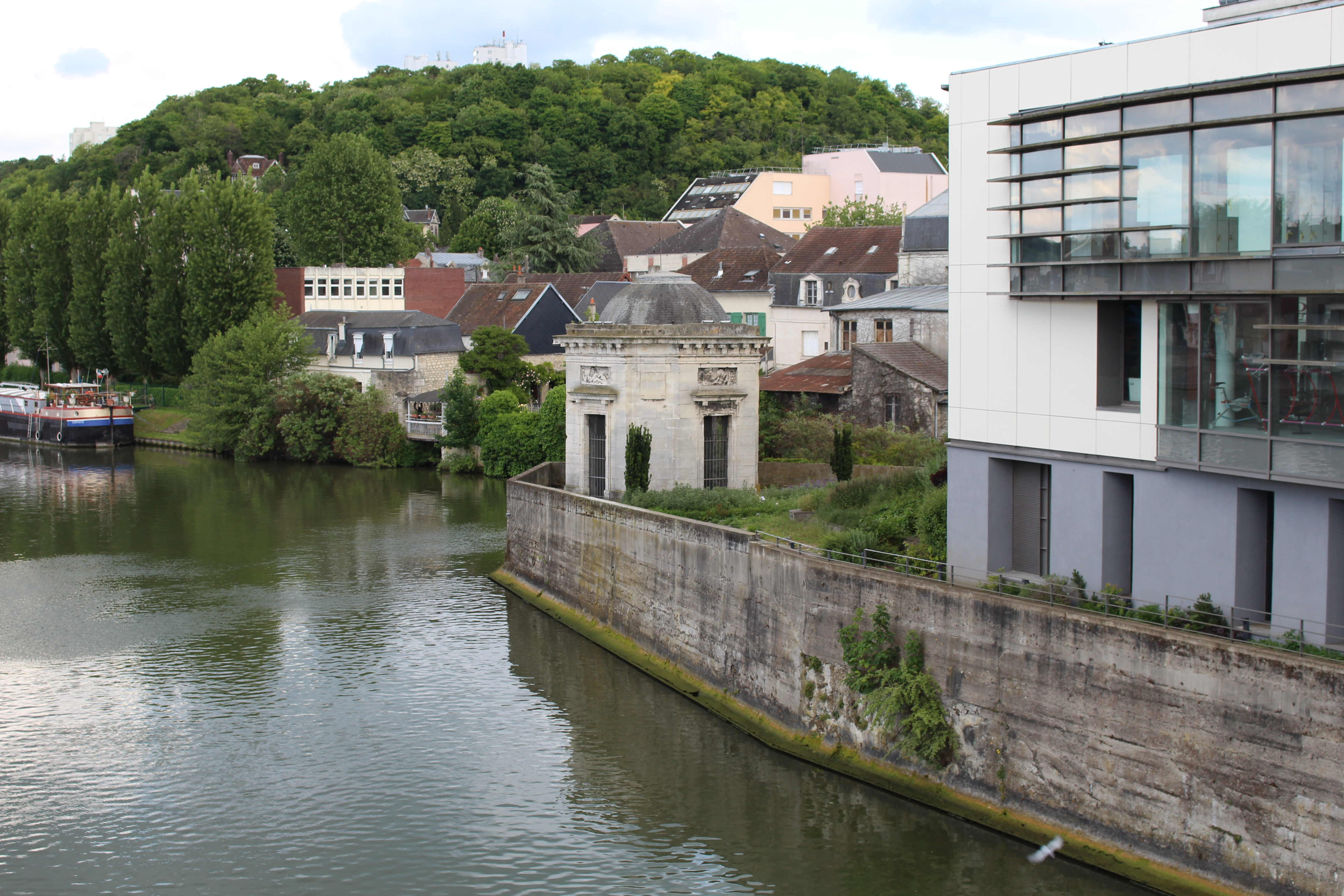
L'Oise devant le Temple de l'amour.
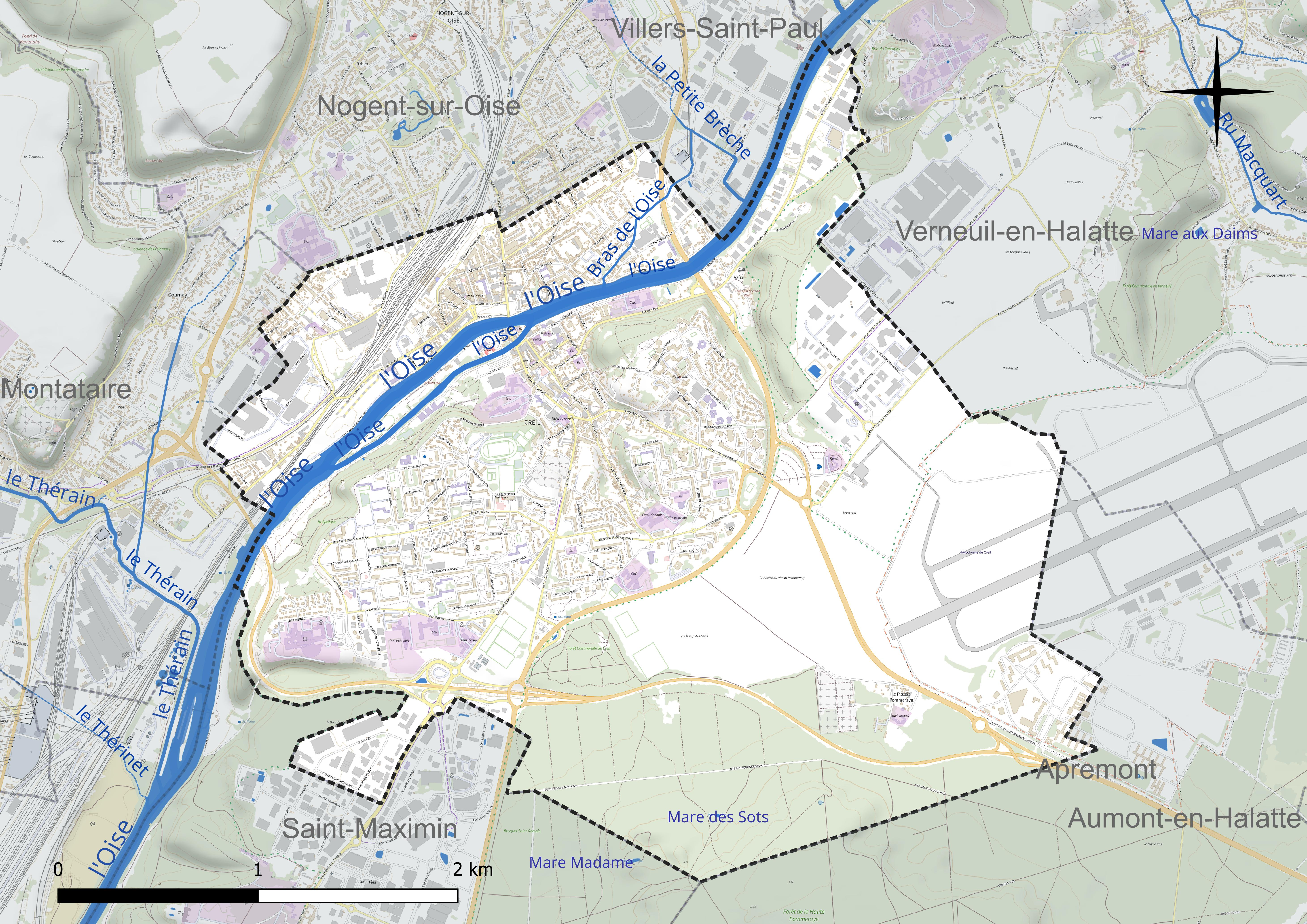
Réseau hydrographique de Creil.

Un plan d'eau complète le réseau hydrographique : la mare des Sots (0 ha),.

### Climat
Pour des articles plus généraux, voir Climat des Hauts-de-France et Climat de l'Oise.
En 2010, le climat de la commune est de type climat océanique dégradé des plaines du Centre et du Nord, selon une étude du CNRS s'appuyant sur une série de données couvrant la période 1971-2000. En 2020, Météo-France publie une typologie des climats de la France métropolitaine dans laquelle la commune est dans une zone de transition entre le climat océanique et le climat océanique altéré et est dans la région climatique  Nord-est du bassin Parisien, caractérisée par un ensoleillement médiocre, une pluviométrie moyenne régulièrement répartie au cours de l'année et un hiver froid (3 °C).
Pour la période 1971-2000, la température annuelle moyenne est de 10,8 °C, avec une amplitude thermique annuelle de 14,8 °C. Le cumul annuel moyen de précipitations est de 676 mm, avec 10,3 jours de précipitations en janvier et 8,2 jours en juillet. Pour la période 1991-2020, la température moyenne annuelle observée sur la station météorologique installée dans la commune est de 11,2 °C et le cumul annuel moyen de précipitations est de 662,2 mm,. Pour l'avenir, les paramètres climatiques de la commune estimés pour 2050 selon différents scénarios d'émission de gaz à effet de serre sont consultables sur un site dédié publié par Météo-France en novembre 2022.
| Mois                                  | jan.             | fév.             | mars             | avril         | mai             | juin           | jui.           | août           | sep.            | oct.          | nov.             | déc.             | année      |
| ------------------------------------- | ---------------- | ---------------- | ---------------- | ------------- | --------------- | -------------- | -------------- | -------------- | --------------- | ------------- | ---------------- | ---------------- | ---------- |
| Température minimale moyenne (°C)     | 1,4              | 1,2              | 3,1              | 4,9           | 8,4             | 11,4           | 13,4           | 13,2           | 10,3            | 7,8           | 4,3              | 1,9              | 6,8        |
| Température moyenne (°C)              | 4,1              | 4,6              | 7,5              | 10,3          | 13,7            | 16,9           | 19,2           | 19             | 15,6            | 11,9          | 7,4              | 4,5              | 11,2       |
| Température maximale moyenne (°C)     | 6,8              | 8                | 12               | 15,6          | 19              | 22,4           | 24,9           | 24,8           | 20,9            | 15,9          | 10,5             | 7,2              | 15,7       |
| Record de froid (°C) date du record   | −21,6 17.01.1985 | −18,5 14.02.1956 | −11,4 08.03.1971 | −5,3 06.04.21 | −2,6 03.05.1981 | 0,7 01.06.1975 | 3,5 01.07.1960 | 3,2 01.08.1965 | −0,6 17.09.1971 | −5 28.10.03   | −11,3 24.11.1998 | −16,7 31.12.1970 | −21,6 1985 |
| Record de chaleur (°C) date du record | 15,9 27.01.03    | 21,4 28.02.1960  | 25,4 31.03.21    | 28 20.04.18   | 31,7 07.05.1976 | 36,4 27.06.11  | 41,6 25.07.19  | 39,3 09.08.20  | 35,3 15.09.20   | 28,3 01.10.11 | 20,7 08.11.15    | 16,9 07.12.00    | 41,6 2019  |
| Ensoleillement (h)                    | 49,2             | 86,7             | 141,7            | 200,8         |                 | 216,9          |                | 217            | 180,6           | 118,4         |                  | 61,4             |            |
| Précipitations (mm)                   | 56,2             | 47,1             | 48,2             | 45,2          | 60              | 56             | 56             | 57,6           | 45              | 61,1          | 59,2             | 70,6             | 662,2      |

## Urbanisme

### Typologie
Au 1er janvier 2024, Creil est catégorisée grand centre urbain, selon la nouvelle grille communale de densité à sept niveaux définie par l'Insee en 2022.
Elle appartient à l'unité urbaine de Creil, une agglomération intra-départementale regroupant 23  communes, dont elle est ville-centre,,. Par ailleurs la commune fait partie de l'aire d'attraction de Paris, dont elle est une commune d'un pôle secondaire,.

### Occupation des sols

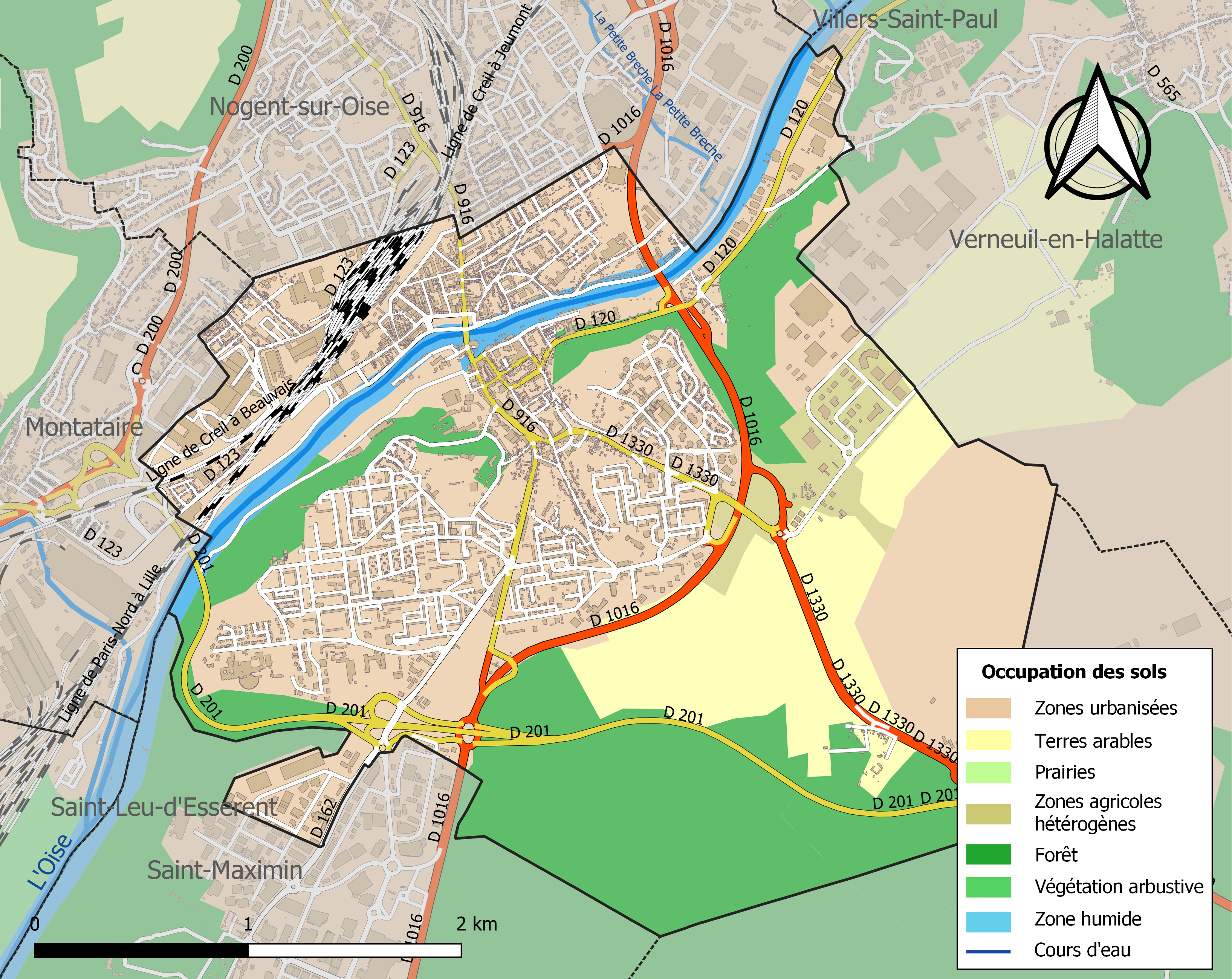
Carte des infrastructures et de l'occupation des sols de la commune en 2018 (CLC).

L'occupation des sols de la commune, telle qu'elle ressort de la base de données européenne d'occupation biophysique des sols Corine Land Cover (CLC), est marquée par l'importance des territoires artificialisés (56,1 % en 2018), en augmentation par rapport à 1990 (52,7 %). La répartition détaillée en 2018 est la suivante : 
zones urbanisées (32,5 %), forêts (24,9 %), zones industrielles ou commerciales et réseaux de communication (23,7 %), terres arables (11,1 %), zones agricoles hétérogènes (4 %), eaux continentales (3,8 %). L'évolution de l'occupation des sols de la commune et de ses infrastructures peut être observée sur les différentes représentations cartographiques du territoire : la carte de Cassini (XVIIIe siècle), la carte d'état-major (1820-1866) et les cartes ou photos aériennes de l'IGN pour la période actuelle (1950 à aujourd'hui).

### Morphologie urbaine

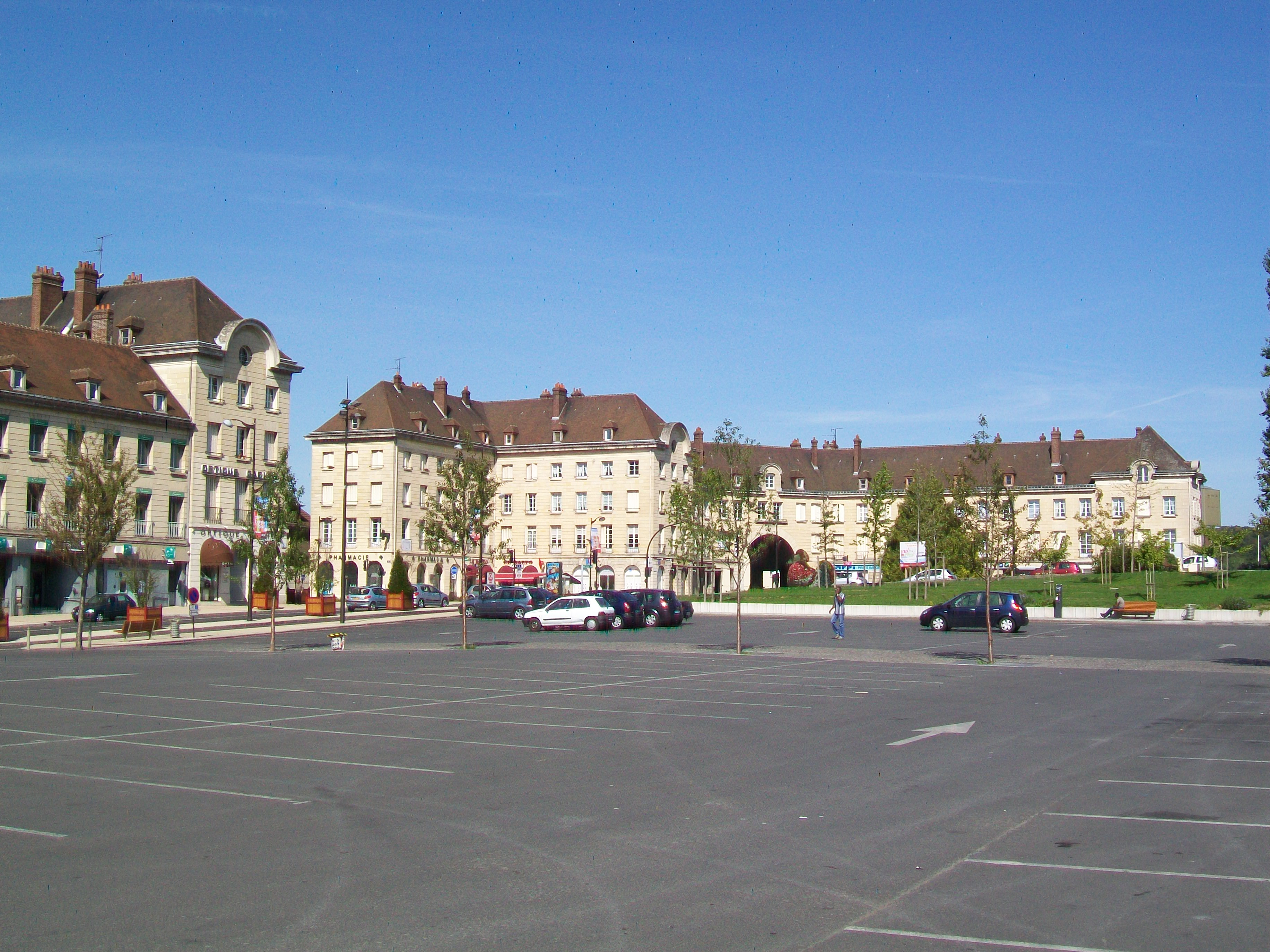
La place Carnot, principal aménagement urbanistique au centre-ville datant de la reconstruction de l'après-guerre.

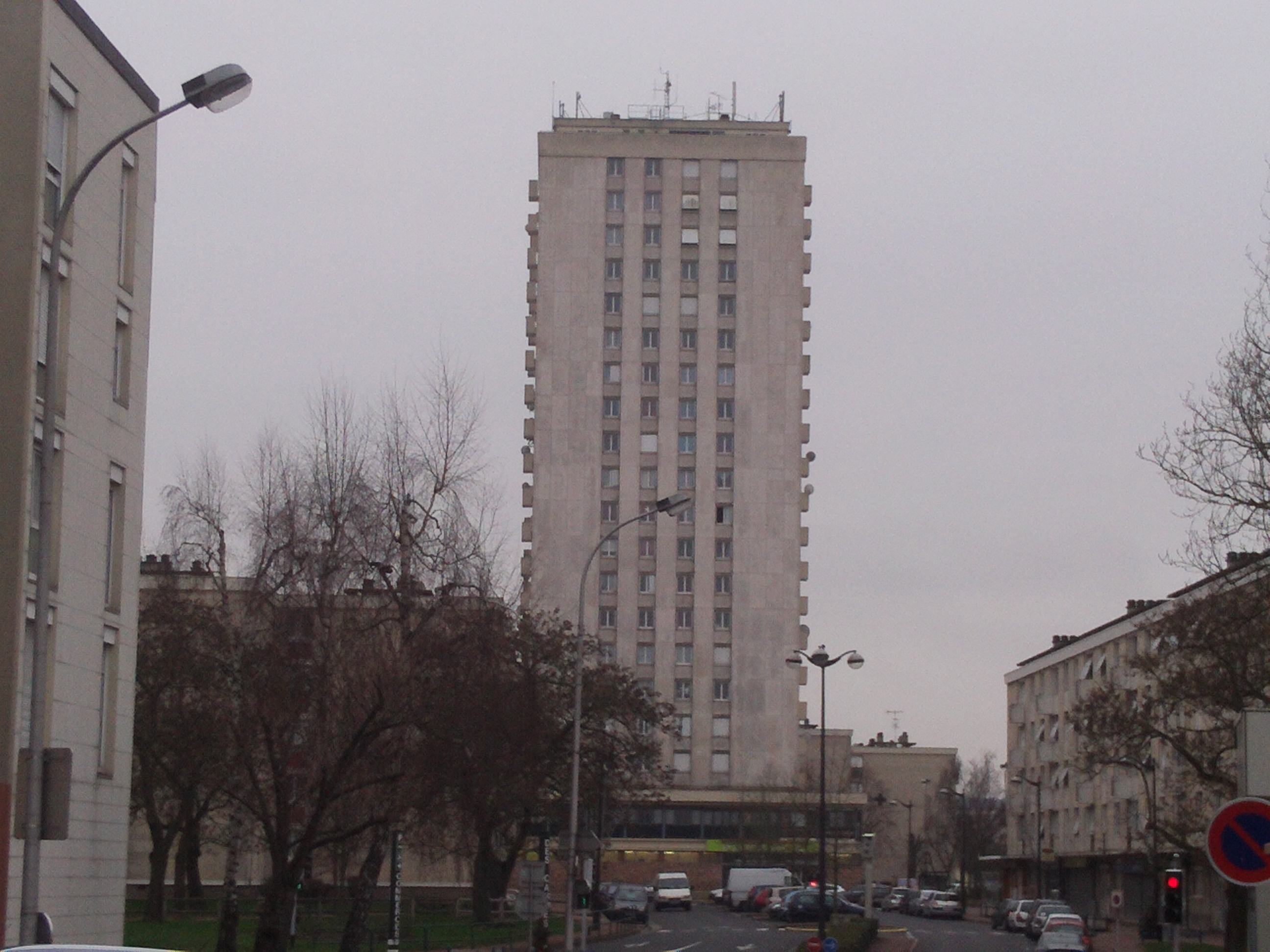
La tour Descartes.

Creil est constitué de plusieurs quartiers nettement distincts. Le centre-ville est situé de part et d'autre de la rivière et en partie sur l'île Saint-Maurice. Il s'agit d'un quartier dense constitué d'immeubles mélangeant habitat, commerces et services. Ce quartier ancien et dense a subi de lourds bombardements lors de la Seconde Guerre mondiale et a été reconstruit dans les années 1950, notamment dans la zone située à proximité de la gare. Il a connu ensuite une politique de résorption de l'habitat insalubre sous la forme d'une Zone d'aménagement concerté (ZAC) dans les années 1970.
Le quartier de Gournay - les Usines : c'est un quartier industriel ancien en voie de totale désindustrialisation, partagé avec la commune de Montataire et celle de Nogent-sur-Oise plus à la marge. Seules quelques usines sont encore en activité, le reste du quartier étant partagé entre des zones d'activités en cours de reconversion et des maisons de villes prenant parfois la forme de cités ouvrières. Le quartier fait l'objet d'un plan de rénovation urbaine, ce qui est exceptionnel pour une zone d'habitat individuel. La création de la passerelle Mandela en 2015 qui la relie à l'île Saint-Maurice et au-delà au plateau Rouher est la première étape de la rénovation de ce quartier.
Le quartier du plateau, ou Hauts de Creil, est un quartier prioritaire rassemblant près de 20 400 habitants en 2018, soit l'un des plus peuplés de France. Il peut être distingué lui-même en trois quartiers :
- Le plateau Rouher : grand ensemble construit dans les années 1960, il comprend un peu plus de 12 000 habitants en 2006 pour 4 430 logements, sur 132 ha. C'est un ensemble de barres et de tours avec plusieurs équipements collectifs : écoles, collège, hôpital, église, mosquée, synagogue. On trouve aussi en périphérie de petites zones pavillonnaires. Il est classé en zone urbaine sensible, en zone franche urbaine et fait l'objet d'un plan de rénovation urbaine spécifique[28],[29].
- Les Cavées : lui-même constitué de trois ensembles de logements sociaux : la Cavée de Paris, la Cavée de Senlis (où se trouve la tour Descartes, le plus haut gratte-ciel de la ville) et le quartier Guynemer entre les deux. Le quartier regroupe 1 900 logements et un peu plus de 6 400 habitants[30].
- Le quartier du Moulin : ce quartier a fait l'objet d'une ZAC dans les années 1970 (où se trouve la tour Carpeaux, le deuxième plus haut gratte-ciel de la ville). Il en résulte un quartier d'habitats collectifs sociaux de petite taille au plan masse diversifié et intégrant des équipements publics et des zones pavillonnaires. Le quartier regroupe ainsi 1 450 logements pour un peu plus de 5 100 habitants[31]. Les constructions les plus emblématiques sont sans doute les logements à gradin construits par Andrault et Parat en 1976[32]. Ils ont eux-mêmes fait l'objet d'une réhabilitation.

L'espace communal intègre aussi deux anciens villages autrefois séparés de la ville :
- Vaux : ancien village situé en direction de Verneuil-en-Halatte, sur un coteau au-dessus de l'Oise, c'est à la fois une zone résidentielle pavillonnaire et d'anciennes maisons rurales et une zone d'activité.
- Le Plessis Pommeraye : ancien hameau isolé sur le plateau, il se trouve actuellement en périphérie immédiate de la base aérienne.

### Politique de la ville dans la commune

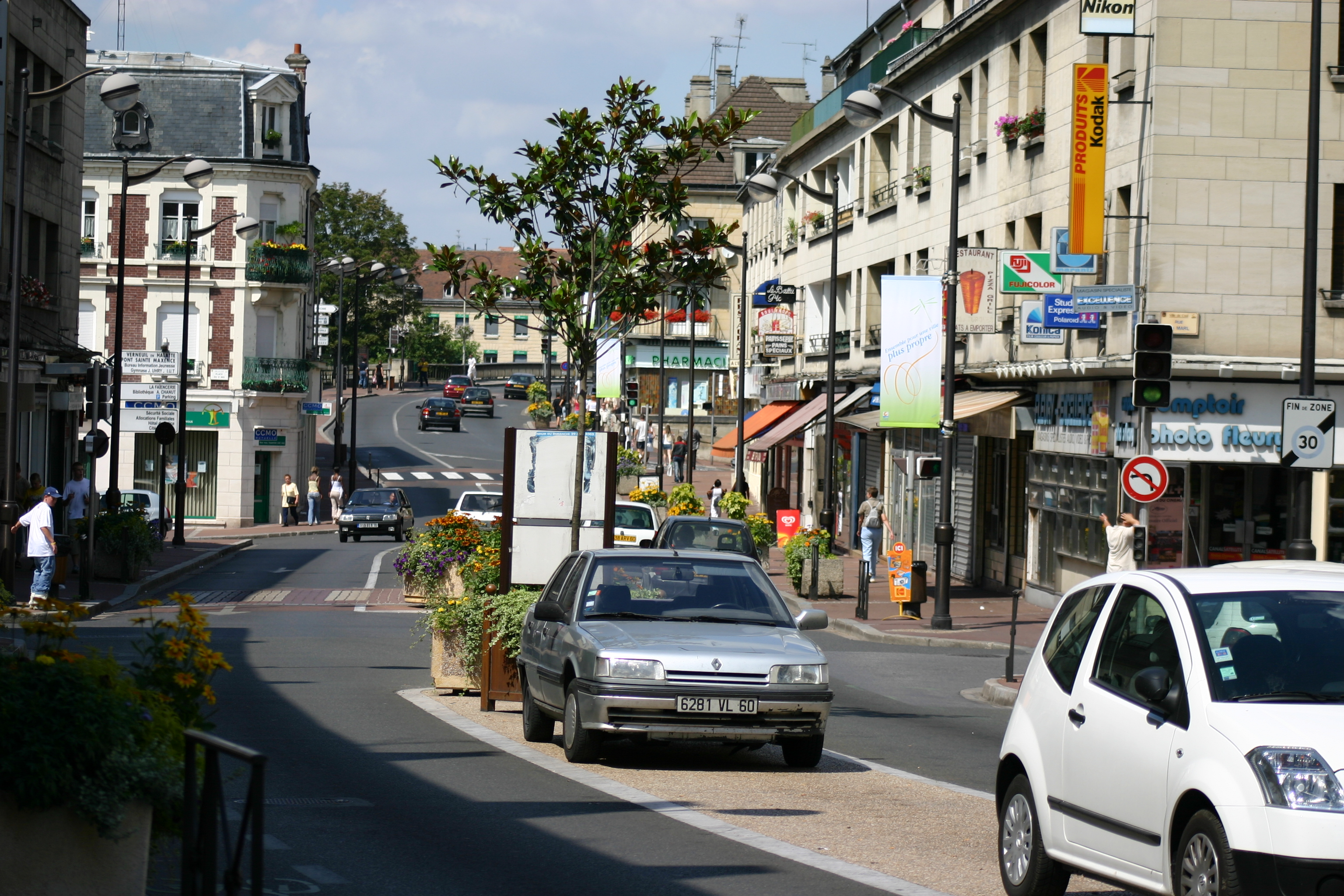
Le quartier Saint-Medard, sur la rive gauche de l'Oise.

Très tôt, certains quartiers de la commune sont pris en charge par les politiques de la ville mises en place par les gouvernements successifs. Le quartier Rouher entre ainsi dès 1980 dans le processus baptisé alors « Développement social des quartiers » (DSQ) puis un premier contrat de ville est signé en 1989, en association avec la commune de Villers-Saint-Paul, un deuxième en 1994 avec les communes de Montataire et de Nogent-sur-Oise. Dans ce dernier cadre, le quartier Rouher est défini comme une zone urbaine sensible en 1996 et fait l'objet d'une zone franche urbaine dès 1997, toujours valable de nos jours. En 2000, un troisième contrat de ville est signé avec les mêmes communes et dans ce cadre, est défini un grand projet de ville qui est signé en 2001, s'occupant là encore du quartier Rouher et cette fois-ci du quartier Gournay-Les Usines,.
En septembre 2007, un projet de renouvellement urbain est signé avec l'Agence nationale pour la rénovation urbaine (ANRU) pour l'agglomération creilloise (Creil, Nogent-sur-Oise, Montataire et Villers-Saint-Paul). Ce projet concerne pour la commune de Creil, deux quartiers :
- Le quartier Rouher : destruction de 458 logements sociaux et reconstruction de 518 logements pour l'essentiel en accession à la propriété, 1 783 logements réhabilités, 1 500 résidentialisés, création de nouvelles voies d'accès vers le centre-ville, la restructuration du centre commercial et l'installation de nouveaux équipements. Le nombre de logements a depuis été revu à la baisse depuis le contrat avec désormais 338 logements reconstruits. Le montant total des investissements dans le quartier s'élève à 85 millions d'euros[36].
- Le quartier Gournay-Les Usines : réalisation de 1 032 logements sur 8 sites différents, notamment dans le cadre d'une ZAC, pour moitié en logement social, réaménagement des infrastructures routières avec la création de nouveaux axes et d'accès au quartier, la réalisation d'une maison de quartier, d'une nouvelle école et la réservation d'un peu moins de 20 000 m2 réservé aux activités économiques, principalement dans le domaine du tertiaire et du commerce. Là aussi, quelques changements ont été effectués depuis avec un nombre de logements ramené à un peu moins de 800 et une surface d'activité portée à 22 000 m2. Le montant total des investissements dans le quartier s'élève à 103 millions d'euros[36].

En juin 2007, un contrat urbain de cohésion social, succédant aux contrats de ville, est signé entre la communauté de communes et l'État pour une durée de deux ans et concerne à Creil, cette fois-ci, toujours le quartier Rouher, mais aussi la Cavée de Senlis et le quartier du Moulin-Ouest.

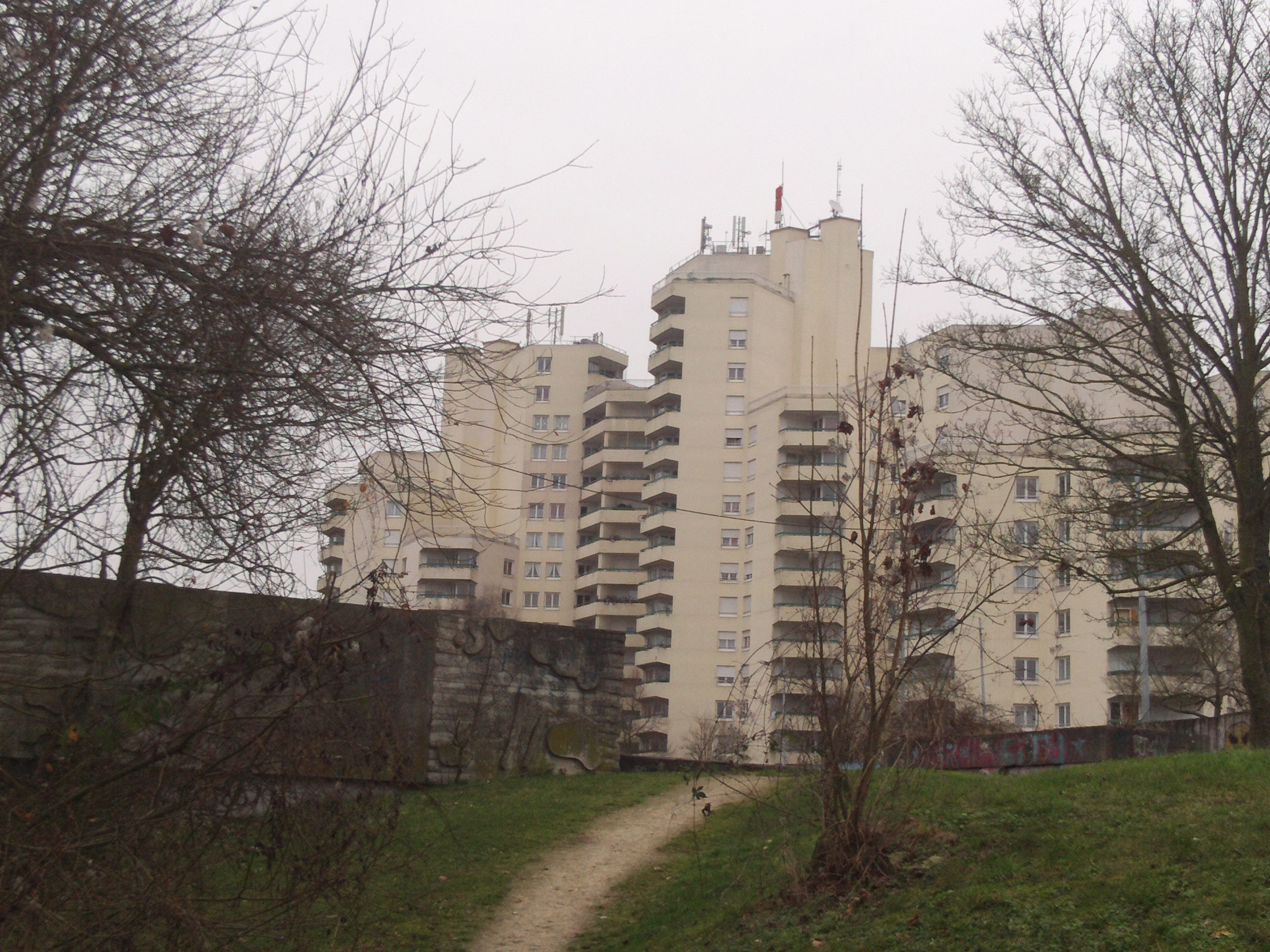
La tour Carpeaux.

### Habitat et logement
En 2018, le nombre total de logements dans la commune était de 13 835, alors qu'il était de 13 444 en 2013 et de 13 512 en 2008.
Parmi ces logements, 92,5 % étaient des résidences principales, 0,5 % des résidences secondaires et 7 % des logements vacants. Ces logements étaient pour 15,3 % d'entre eux des maisons individuelles et pour 81,4 % des appartements.
Le tableau ci-dessous présente la typologie des logements à Creil en 2018 en comparaison avec celle de l'Oise et de la France entière. Une caractéristique marquante du parc de logements est ainsi une proportion de résidences secondaires et logements occasionnels (0,5 %) inférieure à celle du département (2,5 %) mais supérieure à celle de la France entière (9,7 %). Concernant le statut d'occupation de ces logements, 19,3 % des habitants de la commune sont propriétaires de leur logement (21,9 % en 2013), contre 61,4 % pour l'Oise et 57,5 pour la France entière.
| Typologie                                               | Creil | Oise | France entière |
| ------------------------------------------------------- | ----- | ---- | -------------- |
| Résidences principales (en %)                           | 92,5  | 90,4 | 82,1           |
| Résidences secondaires et logements occasionnels (en %) | 0,5   | 2,5  | 9,7            |
| Logements vacants (en %)                                | 7     | 7,1  | 8,2            |

Parmi les bailleurs sociaux, Oise Habitat possède en 2010 5 697 logements situés dans tous les quartiers de la ville, soit 43 % des logements de la ville et 83 % des logements sociaux. On trouve ensuite Le Logement francilien, qui possède 1 200 logements situés dans le quartier Rouher et l'OPAC de l'Oise, organisme lié au Conseil général de l'Oise, qui possède 600 logements sur le plateau.

### Voies de communication et transports

#### Voies de communication

##### Réseau routier
L'ancienne route nationale 16, ancienne route royale qui allait de Pierrefitte-sur-Seine à Dunkerque en passant par Amiens, traversait autrefois la ville par le centre-ville et la rue de la République. Désormais numérotée départementale 1016, elle bénéficie d'une rocade à quatre voies qui contourne la ville par l'est. Les D 200 et D 201 permettent pour leur part de contourner la commune par l'ouest. Creil est par ailleurs reliée à l'autoroute A1 par la D 1330 qui passe par Senlis et permet ainsi de rejoindre Paris. Elle est aussi reliée à Beauvais par la D 1016 et la RN 31, elles aussi à quatre voies.

##### Réseau fluvial
Creil possède un port fluvial de commerce sur l'Oise. Il est géré par la Chambre de commerce et d'industrie de l'Oise. Canalisée à grand gabarit, la rivière permet le passage à Creil de péniches atteignant jusqu'à 180 m de long pour 11,50 m de large et un poids de 4 000 tonnes. Creil se trouve ainsi à un peu moins de 50 km de la confluence avec la Seine par voie fluviale.

#### Transports en commun

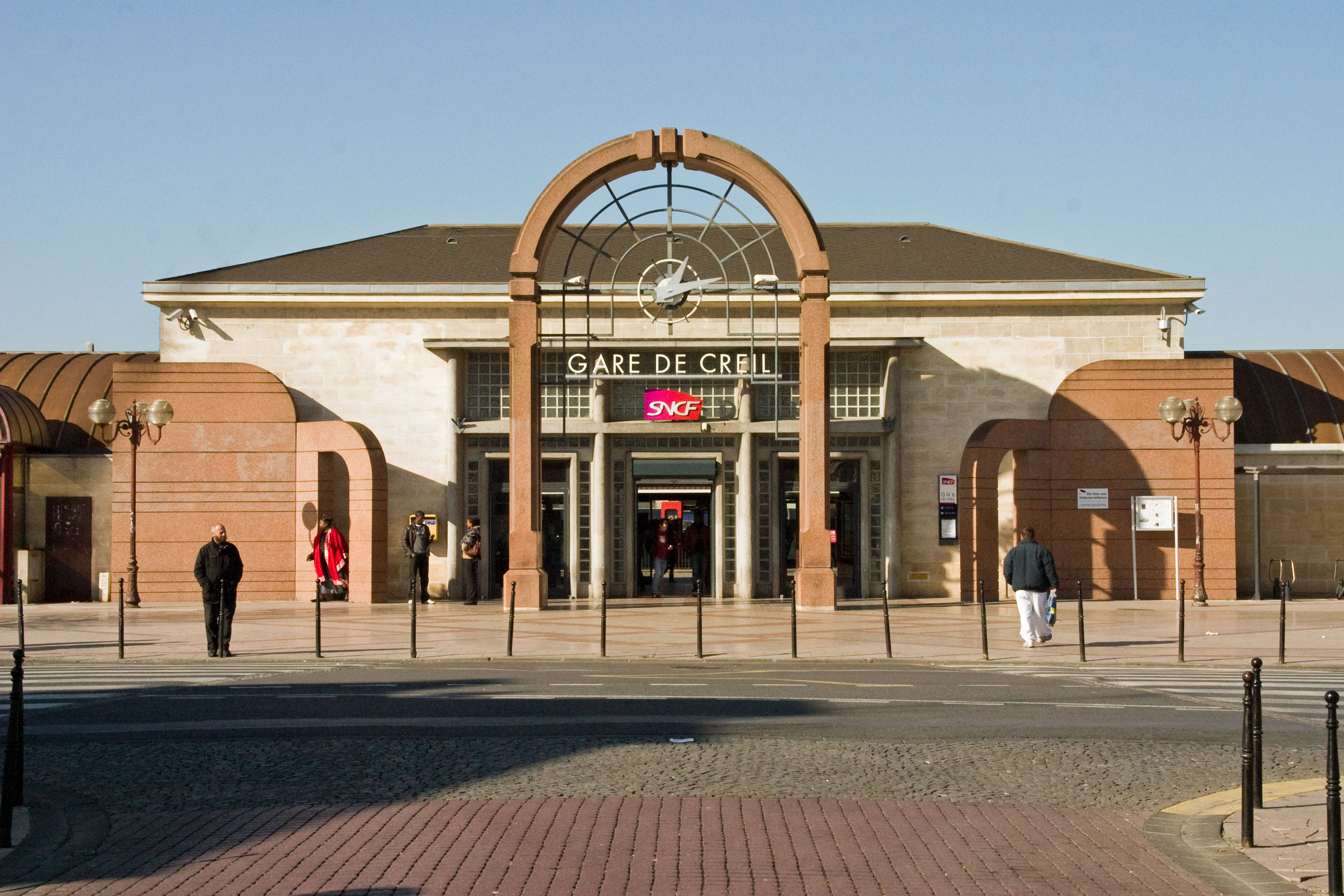
Entrée de la gare de Creil.

La gare de Creil constitue un véritable nœud ferroviaire, desservi à la fois par les trains de la ligne D du RER, de la ligne H du réseau Paris-Nord du Transilien, le TER Hauts-de-France et enfin l'Intercités. Ces lignes permettent de rejoindre Paris-Gare du Nord, Pontoise, Compiègne, Amiens, Beauvais, Boulogne-sur-Mer et Saint-Quentin. Cependant, l'essentiel des trajets se fait depuis et vers Paris : par l'Intercités, direct en 25 min, le TER, semi-direct en 32 min ou encore le RER, omnibus en 52 min. Le trajet Paris-Creil a représenté 1 193 000 voyages en 2006.
En décembre 2010, Réseau ferré de France a annoncé la création, à l'horizon 2017/2020, de la ligne Roissy - Picardie passant par Creil, qui placera la ville à 20 minutes des gares et aéroports de Roissy-Charles de Gaulle, via des lignes TER et TGV.
La communauté de l'agglomération creilloise (CAC), puis, à compter de 2017, la communauté d'agglomération Creil Sud Oise (ACSO) est l'autorité organisatrice de la mobilité du réseau de bus urbains exploité sous le nom de Service de transports de l'agglomération creilloise jusqu'en 2019 par Keolis, puis, à compter de cette date jusqu'en 2026, par RATP Dev, qui doit restructurer le réseau en septembre 2020,.
Celui-ci, avant la gestion par RATP Dev et en juillet 2019, desservait plus de 86 000 habitants au sein des 11 communes du territoire. Il compte 10 lignes de bus, 11 circuits scolaires et du Transport à la demande (TAD).
Fin août 2021, le réseau est restructuré sous le nom de AXO destiné à « mailler davantage le territoire », desservir les 11 communes de l'intercommunalité et « s'adapter aux évolutions urbaines », ce qui s'accompagne d'un accroissement de l'offre de transport de 21 % et de l'élargissement des amplitudes de service.
En 2021, afin de favoriser les mobilités alternatives, l'intercommunalité crée un service de location de vélo électrique pour ses habitants, pour une durée variant d'un mois à un an, avec l'assistance de l'association AU5V, qui gère le Relais vélo pour la remise, l'entretien et la restitution du matériel à la fin de la location,.
Creil est également desservie par de nombreuses lignes du réseau interurbain de l'Oise.

## Toponymie
Le nom de la ville apparaît pour la première fois dans un texte en 656 sous le nom Criolo dans une Vie de saint Éloi, ensuite Crioilum vers 672, puis plus par la suite, sous la forme Credilium en 851. Cretheltense castrum désigne un château dans un texte de 942 et Credulii vers 1115.
Le second élément -eil s'explique vraisemblablement par le gaulois ialo qui est un appellatif ialon, et non pas un suffixe selon Xavier Delamarre, et qui a signifié « lieu défriché, clairière » avant de prendre le sens de « village » (cf. gallois iâl, tir iâl « clairière, espace découvert »). Généralement, il donne la finale -euil ou -ueil dans le nord de la France, mais exceptionnellement on trouve -eil (voir également *Corbo-ialum > Corbeil).
L'identification du premier élément s'avère plus problématique. En effet, il faut exclure les formes de 656 et 672 pour identifier dans Creil le nom de personne gaulois Credius. Xavier Delamarre associe également cet anthroponyme à Credus et Credanus, autres noms de personnes attestés, peut-être issus du mot crid(io)- signifiant « cœur » (avec r >ri > re), même racine que le vieil irlandais cride « cœur » et le breton kreiz « centre, milieu ». D'autres auteurs, cités par François de Beaurepaire y décèlent le mot latin creta > craie (creide XIe siècle) ce qui est phonétiquement et sémantiquement possible, des falaises de calcaire dur dominent la ville de Creil sur la rive gauche de l'Oise.
Cependant, les formes les plus anciennes  Criolo et Crioilum contredisent ces interprétations : elles sont semblables à celles de Criel-sur-Mer (Criolium 1059 ; Crioil 1070) et Saint-Germain-du-Crioult (Crioil 1198),, basées sur un élément non identifié *cri- et les formes ultérieures en Cred- de Creil seraient liées à une latinisation savante suivant un processus bien connu par ailleurs. En fin de compte, seul l'appellatif ialon est identifié avec certitude.

## Histoire

### Préhistoire de la ville
Le site originel de Creil est un ancien gué sur la rivière Oise, au niveau de l'île Saint-Maurice, et en contrebas d'un plateau dominant la vallée.
Les traces archéologiques les plus anciennes à Creil sont situées sur le plateau, en limite de la commune de Saint-Maximin. Une station d'époque néolithique est attestée sur le site de Canneville, où de nombreux outils lithiques ont été retrouvés. Les archéologues pensent que ce site a servi d'oppidum à l'époque gauloise, dominant la vallée de l'Oise du haut de l'éperon rocheux. Une petite nécropole d'époque de l'âge du bronze final a été mise au jour lors de fouilles réalisées un peu plus au nord, à l'emplacement du parc d'activité Alata, en 1999-2000.
À l'époque gallo-romaine, la commune est le lieu de passage d'une voie allant de Senlis (Augustomagus) à Beauvais, en passant l'Oise par un gué au niveau de l'écluse actuelle. Un trésor monétaire, datant de 273 environ, a d'ailleurs été retrouvé à cet endroit en 1974. Cette voie traversait un petit vicus, appelé Litanobriga, que plusieurs archéologues situent sur le plateau, à l'entrée de la forêt de la Haute-Pommeraie actuelle.

### Le château
La première mention de Creil date de 633 environ. À cette date, selon la Vie de saint Éloi, écrite par Dadon de Rouen, le roi mérovingien Dagobert Ier y reçoit l'hommage du roi breton Judicael.
Au Xe siècle, le château de Creil appartient aux seigneurs de Senlis, il est situé sur l'actuelle île Saint-Maurice. Vers 1150, la collégiale Saint-Evremond est fondée à proximité de celui-ci, accueillant des reliques faisant l'objet d'un pèlerinage très suivi.
Louis IX acquiert la seigneurie et les rois de France y résident régulièrement. Charles le Bel y nait en juin 1294.

### La ville au Moyen Âge et à l'époque moderne
Un bourg se développe sur l'extrémité de l'île mais aussi sur la rive gauche de la rivière, autour d'une nouvelle paroisse, Saint-Médard. Ce développement est tel qu'une charte communale est accordée le 23 janvier 1197 par le seigneur Louis de Clermont autorisant les bourgeois de la ville à tenir un conseil de ville. Un hôtel-dieu et une maladrerie sont présentes dans la ville dès le XIIe siècle.
La révolte de la Grande Jacquerie est initiée à Saint-Leu-d'Esserent en 1358, juste au sud de la commune. En 1374, Charles V de France intervient pour faire restaurer le marché de la commune puis rachète l'année suivante la seigneurie à Wenceslas, fils de Béatrice de Bourbon et de Jean Roi de Bohême et comte de Luxembourg. Des travaux sont alors lancés pour reconstruire la forteresse. Charles VI de France, atteint de folie, y est envoyé en résidence. La ville subit plusieurs combats de la guerre de Cent Ans et est définitivement reconquise en 1441.
À l'époque moderne, la ville est de nouveau occupée par des troupes armées : en 1567, la ville est prise par les Huguenots, puis à nouveau occupée pendant la Fronde. En 1782, la seigneurie, qui est entrée dans les propriétés des Princes de Condé, est vendue par ceux-ci à Pierre Juéry, un magistrat d'origine roturière. Pendant cette période, l'activité économique de la ville se limite à l'exploitation de la pierre et de la meunerie le long de la rivière.

### Les Hospitaliers
En 1730, Germain-Louis Chauvelin, garde des sceaux, ministre d'État et président à mortier au Parlement, voulu réunir sa seigneurie de Villecresnes qui jouxtait la commanderie de Santeny qui appartenait aux Hospitaliers. Il donnait en échange sa terre du Plessis-Pommeraie et son fief de Beaulieu. Jean Philippe d'Orléans, prieur, après consultation du grand maître António Manoel de Vilhena, accepte l'échange à la condition que Chauvelin rajoute deux maisons d'un revenu annuel de 500 livres au lieu-dit la Grande-Pinte, hors du faubourg Saint-Antoine. L'échange fut fait par acte notarié le 18 janvier 1733,. Chauvelin constitua ainsi le marquisat de Grosbois et les Hospitaliers avec le fief de Beaulieu créèrent la commanderie du Plessis à Creil.

### Le développement industriel duXIXesiècle
En 1797 Robert Bray O'Reilly, industriel parisien d'origine irlandaise, crée une manufacture de cristal, rapidement transformée en faïencerie. Construits entre juillet 1797 et 1798, les 17 ateliers sont repris par une autre société en 1801. Cette faïencerie de Creil devient le premier employeur de la ville pour un siècle, employant près de 900 personnes en 1840,. Elle ferme ses portes en 1895, à la suite de sa fusion avec l'usine de Montereau-Fault-Yonne. En 1810, l'Oise est reliée à l'Escaut par le tout nouveau Canal de Saint-Quentin et des travaux de canalisation de la rivière sont entamés à partir de 1825. Une nouvelle industrialisation se développe alors dans la commune, sous la forme de four à chaux, à plâtre et de tanneries. Les forges de Montataire, créée en 1793, se développent réellement à partir des années 1830.
En 1846, l'industrie est de nouveau relancée par l'arrivée du chemin de fer et la création de la ligne de Paris-Nord à Lille. La ville se trouve ainsi en connexion directe avec les approvisionnements en fer et charbon du nord et de l'est de la France, d'un côté et à proximité immédiate du débouché parisien de l'autre. Cette fois-ci, l'installation de nouveaux établissements se fait sur la rive droite, autour de la nouvelle gare. Plusieurs usines métallurgiques s'y installent, aux limites des communes voisines : on y trouve des tréfileries, clouteries. Des manufactures leur emboîtent le pas : fabriques de coffres forts Fichet, de machines à imprimer Voirin et Marinoni à Montataire, les ateliers de constructions métalliques Daydé et Pillé, ou encore la fonderie d'alliages cuivreux Montupet à Nogent. Une usine d'aluminium fut installée, avec pour directeur Tristan Bernard. Les besoins de l'armée lors de la Première Guerre mondiale redonnent un coup de fouet à l'activité de l'agglomération, située idéalement à proximité du front, avec l'installation de la fonderie de zinc Vieille Montagne et l'usine de produits chimiques de Villers-Saint-Paul.
L'industrie se diversifie aussi, toujours au cours du XIXe siècle, mais de manière plus ponctuelle, dans les domaines de la briqueterie, verrerie, la confection, le travail du bois, ou encore l'agroalimentaire.
Des logements pour les ouvriers sont construits sous la forme de cités.
La cité Saint-Médard, la plus ancienne (1866), est construite sur la rive gauche à l'initiative du directeur de la faïencerie et futur maire, Henri Barluet.
Sont construites aussi mais sur la rive droite, les cités Lucile, Vieille-Montagne (1925) et de la Tonnellerie (fin des années 1920).

### Creil auXXesiècle
Le 3 septembre 1914, la 4. Kavallerie-Division  envoi un escadron du Kürassier 2 et une compagnie du Jäger-Bataillon 7 occuper Creil, avec mission de surveiller la région de Beaumont-sur-Oise et de lancer des pointes sur Beauvais.
Les lendemains de la Première Guerre mondiale marquent un tournant politique pour la ville : la SFIO remporte les élections municipales portant Jules Uhry, avocat d'affaires, à la tête de la commune.
Creil est resté depuis un fief socialiste sans interruption.
Uhry mène une politique de modernisation municipale sur le modèle des communes socialistes de la région parisienne avec la création de nombreux services : assainissements, ramassage des ordures, écoles professionnelles, équipements sportifs (piscine, vélodrome) et logements sociaux (cité-jardin sur le rebord du plateau).
Les usines connaissent en parallèle des difficultés économiques lors de la crise des années 1930.
Pendant la Seconde Guerre mondiale, deux mouvements de résistance se distinguent dans la commune : l'Organisation civile et militaire et Libération-Nord, d'influence socialiste.
Jean Biondi, maire de la ville et député parmi les 80 ayant refusé les pleins pouvoirs à Pétain le 10 juillet 1940, anime ce dernier réseau. Il est arrêté en 1942 et relayé par Gabriel Havez. 
À partir de 1943, la ville subit de lourds bombardements : Creil sert à la fois de base aérienne pour la Luftwaffe (sur l'actuelle base aérienne) et de nœud ferroviaire essentiel, et est voisine des carrières de Saint-Maximin et de Saint-Leu-d'Esserent qui servent de base aux V1 de l'armée allemande.
Après-guerre, les Trente Glorieuses marquent le retour de l'activité dans la commune et l'agglomération en général.
Dans les années 1950, trois entreprises y embauchent plus de 4 000 personnes :
 - Usinor, qui a absorbé les forges de Montataire ;
- Francolor, l'usine de produits chimiques basée à Villers-Saint-Paul ;
- l'usine Brissonneau et Lotz (devenue Chausson par la suite), qui produit des véhicules de marque Renault, Peugeot et Matra.
Pour répondre à cette demande en main d'œuvre, de nouveaux quartiers, sous la forme de grands ensembles, sont construits sur le plateau, et des travailleurs immigrés viennent s'y installer, originaires le plus souvent d'Afrique du Nord.
À partir de la fin des années 1960, l'industrie métallurgique connaît ses premières difficultés.
Les plus grandes usines voient leurs effectifs fondre ou ferment :
- Vieille Montagne en 1992 ;
- Chausson, en 1996.
Ces fermetures s'accompagnent de la montée du chômage, l'augmentation des migrations pendulaires vers Paris et les problèmes sociaux. Le vote en faveur du Front national gagne du terrain.
Une politique de la ville, mise en place depuis le début des années 1980, tente de contrecarrer cette évolution.

## Politique et administration

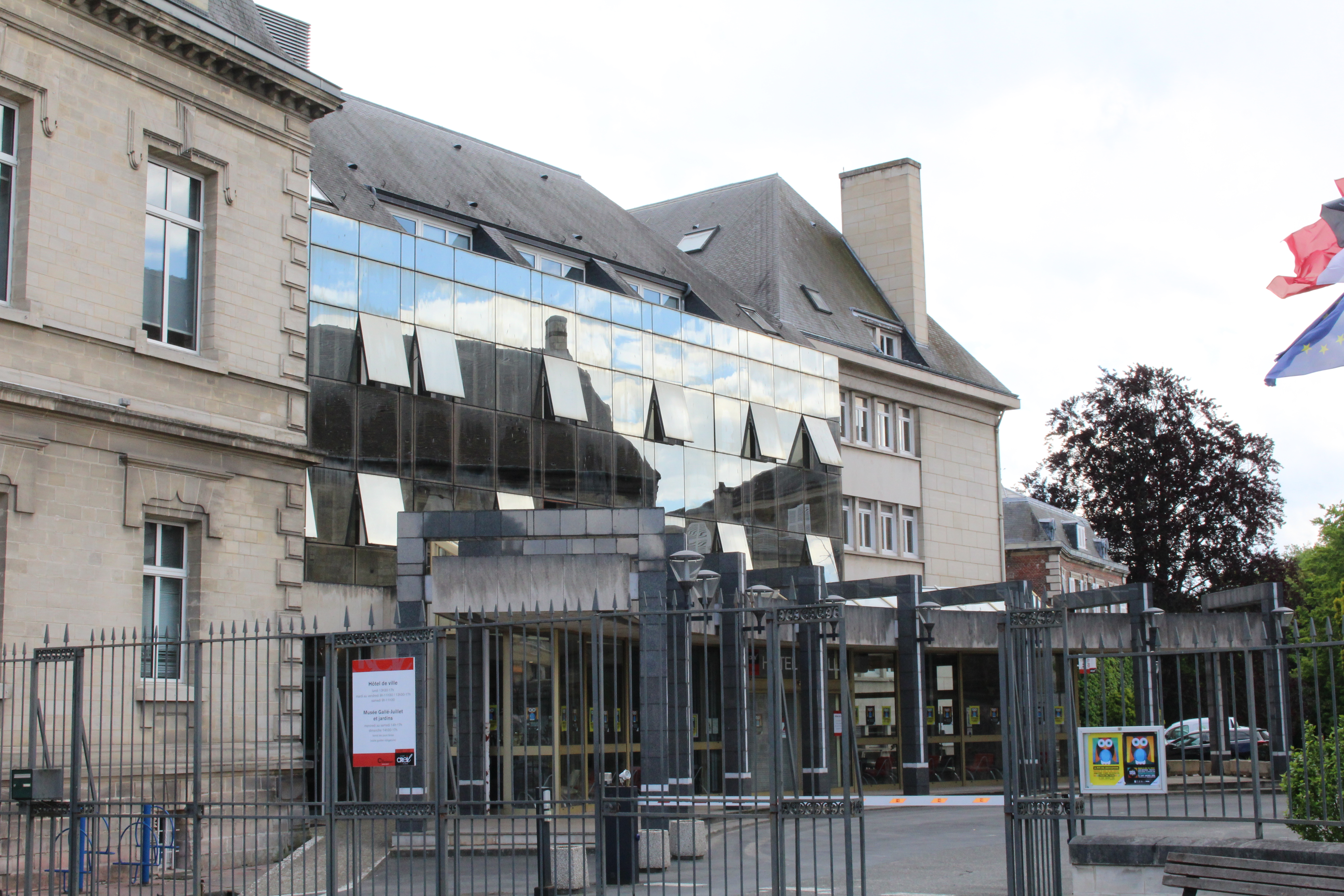
L'entrée de l'hôtel de ville.

### Rattachements administratifs et électoraux

#### Rattachements administratifs
La commune se trouve  dans l'arrondissement de Senlis du département de l'Oise.
Elle était de 1793 à 1973 le chef-lieu du canton de Creil, année où la ville est répartie entre les cantons de Creil-Nogent-sur-Oise (qui comprenait les quartiers de la rive droite et les communes de Nogent-sur-Oise et de Villers-Saint-Paul) et de Creil-Sud (qui couvrait tous les quartiers de la rive gauche). Dans le cadre du redécoupage cantonal de 2014 en France, cette circonscription administrative territoriale a disparu, et le canton n'est plus qu'une circonscription électorale.

#### Rattachements électoraux
Pour les élections départementales, la ville est depuis 2014  le bureau centralisateur du nouveau canton de Creil, composé uniquement de deux communes avec Verneuil-en-Halatte
Pour l'élection des députés, la ville est répartie entre la troisième circonscription de l'Oise (ancien canton de Creil-Sud) et la septième circonscription de l'Oise.

### Intercommunalité
Creil était le siège de la communauté de l'agglomération creilloise (CAC), créée fin 2001 et qui comptait 4 communes.
La loi portant nouvelle organisation territoriale de la République (Loi NOTRe) du 7 août 2015, prévoyant que les établissements publics de coopération intercommunale (EPCI) à fiscalité propre doivent avoir un minimum de 15 000 habitants, celle-ci a fusionné le 1er janvier 2017 avec la communauté de communes Pierre - Sud - Oise  pour constituer la communauté d'agglomération Creil Sud Oise, dont la ville est désormais le siège.

### Tendances politiques et résultats
La commune de Creil est marquée par un ancrage à gauche et particulièrement socialiste d'après les résultats électoraux. Ainsi, à l'élection présidentielle de 2007, Ségolène Royal obtient un score de 38,20 % au premier tour contre 22,20 % pour Nicolas Sarkozy alors qu'aucun autre candidat de gauche ne dépasse les 5 % et la candidate socialiste obtient 60,5 % au second tour. On note par contre une différence entre les deux circonscriptions électorales qui se partagent la commune, avec une tendance plus à droite pour les quartiers ouest. Aux élections législatives de 2007, dans la 3e circonscription, le candidat socialiste a obtenu dans la commune, 33,23 % au premier tour et 60,46 % au second tour. Par contre, dans la 7e circonscription, le candidat de l'UMP, élu au premier tour par l'ensemble de la circonscription, obtient 37,12 % des suffrages dans la commune contre 24,12 % pour le candidat socialiste,.
Lors du second tour des élections municipales de 2014 dans l'Oise<, la liste PS menée par le maire sortant Jean-Claude Villemain  — qui bénéficiait de la fusion avec la liste PCF/FG/GU du 1er tour menée par  	Yvette Fourrier Cesbron — obtient la majorité des suffrages exprimés, avec 3 492 voix (40,02 %, 28 conseillers municipaux élus dont 13 communautaires), devançant celles menées respectivement par : 

- Hicham Boulhamane (DVG, 2 995 voix, 34,32 %, 6 conseillers municipaux élus dont 3 communautaires) ;

- Michaël Sertain (UMP, 2 238 voix, 25,65 %, 5 conseillers municipaux élus dont 2 communautaires).

Lors de ce scrutin, 42,70 M des électeurs se sont abstenus.
Lors du second tour des élections municipales de 2020 dans l'Oise, la liste DVG (PS - PCF - G.s - PP - ND) menée par le maire sortant Jean-Claude Villemain — qui bénéficiait de la fusion davec la liste écologiste du 1er tour menée par Thierry Brochot —  obtient la majorité absolue des suffrages exprimés, avec 2 997 voix (51,40 %, 30 conseillers municipaux élus dont 15 communautaires), devançant largement les listes menées respectivement par : 

- Hicham Boulhamane (DVC (GC - LREM), 2 038 voix, 34,95 %, 7 conseillers municipaux élus dont 3 communautaires) ;

- Michaël Sertain (DVD (LR), 796 voix, 13,65 %, 2 conseillers municipaux élus dont 1 communautaire).

Lors de ce scrutin marqué par la pandémie de Covid-19 en France, 62,55 % des électeurs se sont abstenus.

### Liste des maires
| Période        | Période                        | Identité              | Étiquette    | Qualité |
| -------------- | ------------------------------ | --------------------- | ------------ | --- |
| septembre 1944 | mai 1945                       | Gabriel Havez         | SFIO         | Dessinateur industriel, résistant |
| mai 1945       | novembre 1950                  | Jean Biondi,          | SFIO         | Professeur de lycée, résistant et déporté Secrétaire d'État (1947 → 1950), sous-secrétaire d'État (1946 → 1947) Député de l'Oise (1936 → 1941 et 1944 → 1950) Conseiller général de Neuilly-en-Thelle (1934 → 1941 et 1945 → 1950) Président du conseil général de l'Oise (1945 → 1949) Décédé en fonction |
| novembre 1950  | juillet 1963                   | Gabriel Havez         | SFIO         | Dessinateur industriel puis restaurateur, ancien résistant Décédé en fonction |
| septembre 1963 | octobre 1979                   | Antoine Chanut        | SFIO puis PS | Principal de collège, ancien professeur Président du District urbain de l'agglomération creilloise (1965 → ?) Démissionnaire |
| octobre 1979   | mars 2001                      | Jean Anciant,         | PS           | Professeur agrégé de gestion Député de l'Oise (4e circ.) (1981 → 1993) Président du District urbain de l'agglomération creilloise (1979 → 1995) |
| mars 2001      | mars 2008                      | Christian Grimbert    | PS           | Enseignant Conseiller régional de Picardie (1980 → 1998) Président de la CA creilloise (1995 → 2013) |
| mars 2008      | octobre 2024                   | Jean-Claude Villemain | PS           | Retraité de France Télécom Conseiller général de Creil-Sud (2001 → 2015) Conseiller départemental de Creil (2015 → 2020) Président de la CA creilloise (2013 → 2016) Président de la CA Creil Sud Oise (2017 → ) Réélu pour le mandat 2020-2026, Démissionnaire                                            |
| décembre 2024, | En cours (au 14 décembre 2024) | Sophie Dhoury-Lehner  | PS           | Cheffe de projet Première adjointe au maire (2020 → 2024) 11e vice-présidente de la CA Creil Sud Oise (2022 → ) |

### Distinctions et labels
La ville de Creil a obtenu de l'association villes et villages fleuris le label « trois fleurs » en 2013. Elle a notamment pris en compte le réaménagement du parc urbain situé sur l'île Saint-Maurice suivant des principes par un paysagiste, les classes citoyennes pour une éducation environnementale, ses serres écologiques ou le développement des jardins familiaux et du compostage au pied des immeubles. C'est la treizième commune de l'Oise à obtenir ce label « trois fleurs ».

### Politique de développement durable
La ville a mis en place un Agenda 21, lancé le 6 janvier 2011, et a mis en place des éco-ateliers pour réfléchir au développement durable au niveau de la ville et soutient des micro-projets en faveur de l'environnement.

### Jumelages
En 2010, la commune est jumelée avec trois collectivités européennes :
- Pendle (Royaume-Uni) depuis 1974, district d'environ 80 000 habitants qui réunit les villes de Nelson et Colne ainsi qu'une dizaine de villages dans le Lancashire
- Marl (Allemagne) depuis 1975, agglomération de 80 000 habitants en Rhénanie-du-Nord-Westphalie
- Chorzów (Pologne) depuis 2006, ville de 123 000 habitants en Haute-Silésie

Par ailleurs, la ville entretient, depuis 2008, une relation de coopération décentralisée ou jumelage avec trois entités : 
- Bethléem (Palestine) depuis 2009
- Camp de Qadoura (Palestine) depuis 2009
- Dakhla (Maroc) depuis 2009

## Équipements et services publics

### Eau et déchets
La collecte des ordures ménagères dans la ville est effectuée par la Communauté de l'agglomération creilloise. Seuls le verre et le papier font l'objet de collectes par un prestataire au niveau de points d'apport volontaire. Les ordures ménagères sont traitées par l'usine de valorisation énergétique de Villers-Saint-Paul, gérée par le Syndicat mixte de la vallée de l'Oise (SMVO) qui assure cette mission pour 263 communes de l'est du département et auquel adhère la CAC pour ses communes membres. Une déchèterie, gérée par le SMVO, est présente sur le territoire de la commune, sur le plateau, à proximité de la base aérienne,.

### Énergie
Sur le site de la Base aérienne 110 Creil de Creil (Oise), fermée en 2016, est prévue en 2022 la création d'une « ferme photovoltaïque » constituée de 547 000 [panneaux solaires sur 180 hectares. Cette installation exploitée par  l'entreprise Photosol sera l'une l'une des plus importantes en France ainsi que l'une des « dix plus grosses d'Europe ». Sa production est évaluée à 241 000 MWh, soit l'équivalent de ka consommation, hors chauffage, de 185 000 personnes

### Enseignement
Creil dépend de l'académie d'Amiens. La circonscription de l'Éducation nationale de Creil couvre toute la commune pour l'enseignement primaire, ainsi que la commune de Verneuil-en-Halatte.
La ville compte :
- 19 écoles maternelles publiques : Jean-Biondi, Albert-Camus, Joachim-Du Bellay, Berthe-Fouchère, Rosemonde-Gérard, Gournay, Jean-de-La Fontaine, Jean-Macé, Molière, Gérard-de Nerval, Louis-Pergaud, Marcel-Philippe, Jean-Racine, Benjamin-Raspail, Ronsard, George-Sand, Sévigné, Charles-Somasco, Édouard-Vaillant ;
- 16 écoles élémentaires publiques : Albert-Camus, René-Descartes, Victor-Duruy, Paul-Eluard, Célestin-Freinet, Gournay, Victor-Hugo, Jean-Macé, Louise-Michel, Montaigne, Gérard-de Nerval, Marcel-Philippe, Jacques-Prévert, Rabelais, Charles-Somasco, Édouard-Vaillant.

Quatre établissements publics secondaires sont présents dans la ville :
- 3 collèges : Jules-Michelet (636 élèves et 47 enseignants) ; Jean-Jacques-Rousseau (618 élèves et 52 enseignants, en Zone d'éducation prioritaire) ; Gabriel-Havez (555 élèves et 57 enseignants, appartenant au Réseau Ambition réussite).
C'est dans ce dernier établissement que s'est déroulée une des premières « affaires du voile islamique » en France, en septembre 1989 : trois élèves sont exclues de l'établissement par le principal du collège en raison du port du voile dans l'établissement. Elles sont réintégrées en octobre de la même année, puis exclues définitivement par la suite.
- Un lycée : le lycée polyvalent Jules-Uhry[113], à la fois d'enseignement général, technologique (1 150 élèves et 141 enseignants) et professionnel (281 élèves et 24 enseignants). Le lycée propose des bacs professionnels et technologiques dans le domaine de la santé. Il propose par ailleurs six BTS dans le domaine du commerce, de la gestion et de l'économie sociale familiale. Le lycée a noué un partenariat avec l'Institut d'études politiques de Paris par une Convention éducation prioritaire.
L'ancien lycée technique Gournay, qui a formé des élèves pendant une cinquantaine d'années, a été fermé, et son site est destiné à devenir un éco-quartier comprenant une offre de logements diversifiés, des voies de circulation douces et des équipements publics à » haute valeur environnementale »[114].

La ville bénéficie de la présence d'un établissement d'enseignement supérieur : l'Institut universitaire de technologie de l'Oise, partagé avec le site de Beauvais, antenne de l'université de Picardie. Cet établissement propose des diplômes universitaires de technologie et des licences professionnelles dans les domaines de la gestion, du commerce et de la logistique. Ce petit pôle universitaire dispose de très peu d'équipements, et n'a par exemple  pas d'antenne du CROUS, si ce n'est une résidence universitaire de 97 chambres située en centre-ville.

### Santé
La ville bénéficie alors de deux principaux établissements de santé :
- un hôpital public : centre hospitalier Laennec, créé en 1978 : il comprend 444 lits pour un budget de 107 millions d'euros en 2007[116]. En 2020, c'est une entité du Groupe Hospitalier Public du Sud de l'Oise (GHPSO).
La maternité ferme fin 2018[117]
- une clinique privée : la Clinique Médico-Chirurgicale, alors en cours de fusion avec les cliniques des Jockeys à Chantilly et Saint-Joseph de Senlis pour constituer l'Hôpital privé de Chantilly[118].

On trouve par ailleurs 3 foyers-logements pour personnes âgées et un Établissement d'hébergement pour personnes âgées dépendantes sur le territoire de la commune.

### Équipements culturels

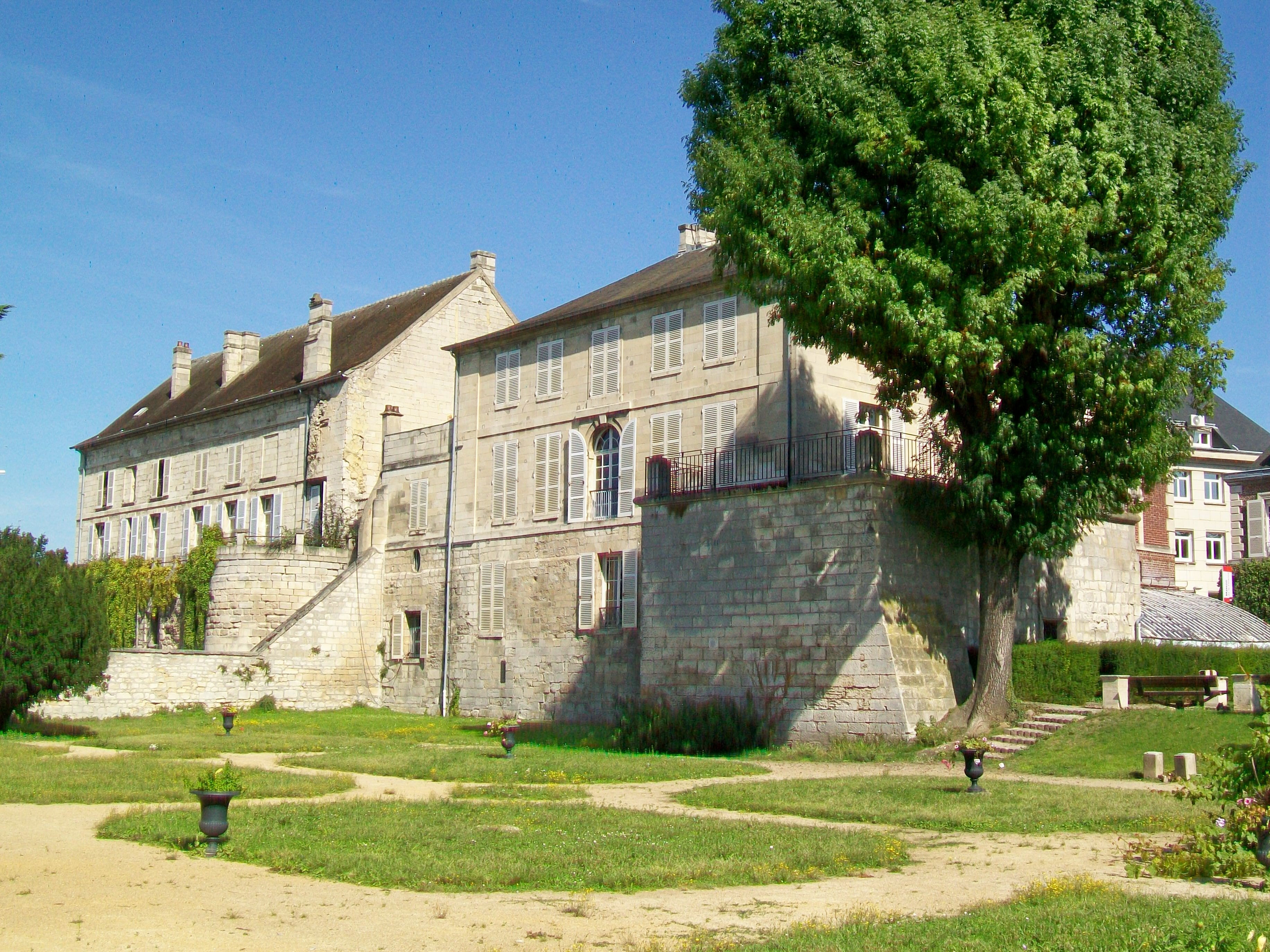
Musée Gallé-Juillet (à dr.), depuis le sud-ouest.

« La Faïencerie » est le centre culturel de la ville, installé dans un bâtiment contemporain construit au début des années 1990 à l'emplacement de l'ancienne manufacture de faïence. C'est une scène conventionnée au statut d'association loi de 1901. Elle propose une programmation de spectacle vivant adulte et jeune public, du cinéma (classé art et essai), des ateliers théâtre. Elle propose aussi une programmation hors-les-murs dans différents lieux de l'agglomération et des environs appelée « Escales nomades ».
La médiathèque Antoine Chanut, intégrée dans le bâtiment de la Faïencerie mais indépendante dans la gestion, met à disposition 142 000 documents (livres, CD, revues, DVD) à 6 500 lecteurs inscrits. Cette offre est complétée par deux annexes situées sur le plateau : la bibliothèque du quartier du Moulin et la bibliothèque du quartier du Rouher.
Le musée Gallé-Juillet, labellisé Musée de France : Auguste et Berthe Gallé, sans descendance à la suite du décès aux combats de leur fils unique Maurice, lors de la bataille de Bouchavesnes en septembre 1916 durant la  Grande Guerre, font don en 1930 de leur maison et de toute ce qu'elle contient à la municipalité pour en faire un musée, charge à elle d'en conserver l'aspect. Les salles du musée conservent donc encore la décoration et l'ameublement d'une maison bourgeoise du XIXe siècle. Le musée présente par ailleurs une collection de faïence de Creil-Montereau. Depuis octobre 2010, cette collection est exposée dans la « maison de la Faïence », située en face du musée.
L'atelier des beaux-arts « Espace Matisse », situé dans le quartier du Moulin est un lieu de pratique d'arts plastiques et d'expositions de plasticiens régionaux. Une quinzaine de disciplines y sont enseignées.
La « Grange à musique » est une scène de musiques actuelles située sur le plateau de Creil. Créée en 1985 et rénovée en 2009, elle est à la fois un lieu de diffusion de musiques actuelles (rock, hip-hop, musiques électronique, reggae, world, chanson) et de soutien à la pratique amateur.
La commune compte enfin un conservatoire à rayonnement communal de musique et de danse qui accueille 400 élèves à l'aide 21 professeurs, situé aussi sur l'île Saint-Maurice.

### Justice, sécurité, secours et défense
La ville, confrontée à de mauvais indicateurs en matière de sécurité, a signé en janvier 2022 un contrat de sécurité intégrée avec l'État qui permettra d'affecter à la circonscription de sécurité publique (CSP) de Creil 196 postes de policiers. La ville s'est engagée à embaucher dix policiers municipaux supplémentaires, ainsi que six éducateurs et six médiateurs afin de « remobiliser les jeunes qui ont le plus décroché des institutions ».

#### La Base aérienne 110

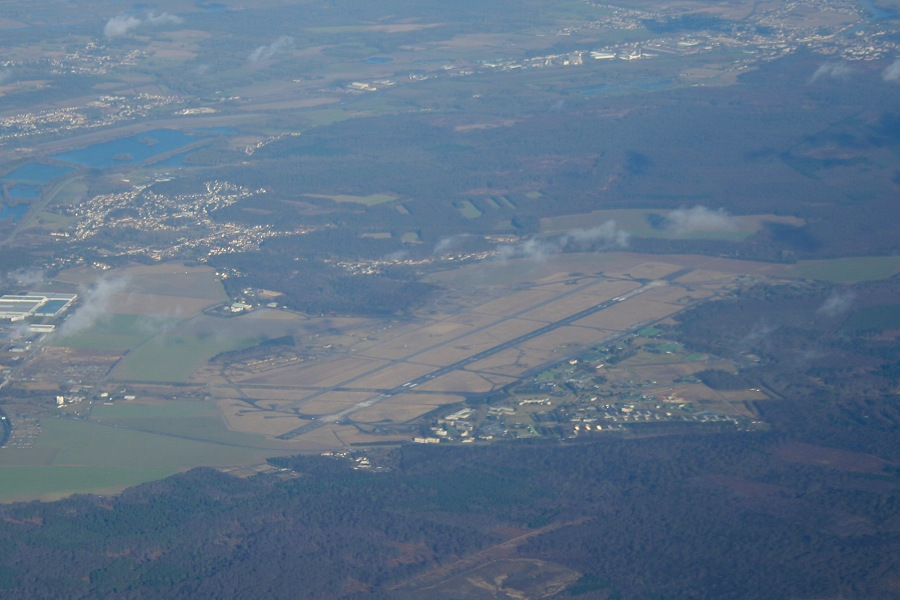
Vue de la base aérienne.

La base aérienne 110 Guy Fanneau de La Horie de Creil est située sur le plateau, en limite est de la commune.
L'aérodrome, qui existe depuis 1910, sert de base de décollage pour des avions d'observation pendant la Première Guerre mondiale. Il se développe véritablement lors de la Seconde Guerre mondiale, avec l'installation de la Luftwaffe qui fait construire deux pistes de décollage en béton pour ses bombardiers puis ses chasseurs. Le site est réutilisé par l'United States Air Force entre 1944 et 1945.
En 1947, la base, qui a perdu son rôle militaire, est utilisée par l'Institut géographique national pour y installer son service des activités aériennes chargé des prises de vues. L'IGN est toujours présente sur place avec 71 agents dont 13 agents détachés auprès de l'Établissement géographique inter-armées.
En 1950, on décide d'installer une base aérienne militaire sur le site de Creil : les travaux durent jusqu'en 1959. En 1954, la 10e escadre est recréée et installée à Creil. Elle est dissoute en 1985. L'activité de la base est alors interrompue.
L'activité reprend en 1990 avec l'installation d'un pôle interarmées de renseignement, comprenant notamment des services de la Direction du Renseignement militaire : ces services sont regroupés au sein du Centre militaire d'observation par satellites. La base accueille par ailleurs deux escadrons de transport. 2 700 soldats ainsi sont basés à Creil, dirigés par un général de brigade. L'activité aérienne cesse en 2016 et les deux escadrons de transport transférés à la base aérienne 105 Évreux-Fauville.
En 2021, sont regroupés sur l'emprise de Creil de nombreux services du renseignement militaire français, et notamment son centre de formation, avec le CFIAR, l'école interarmées du renseignement, et l'EFR, l'Escadron de formation au renseignement,.
La base accueille régulièrement des jeunes de Creil ou de l'agglomération dans le cadre de stages de découvertes ou professionnels.

## Population et société

### Démographie

#### Évolution démographique
L'évolution du nombre d'habitants est connue à travers les recensements de la population effectués dans la commune depuis 1793. Pour les communes de plus de 10 000 habitants les recensements ont lieu chaque année à la suite d'une enquête par sondage auprès d'un échantillon d'adresses représentant 8 % de leurs logements, contrairement aux autres communes qui ont un recensement réel tous les cinq ans,.

En 2022, la commune comptait 36 494 habitants, en évolution de +2,09 % par rapport à 2016 (Oise : +0,87 %, France hors Mayotte : +2,11 %).
| 1793 | 1800  | 1806  | 1821  | 1831  | 1836  | 1841  | 1846  | 1851  |
| ---- | ----- | ----- | ----- | ----- | ----- | ----- | ----- | ----- |
| 976  | 1 000 | 1 196 | 1 329 | 1 550 | 1 690 | 1 790 | 2 223 | 2 656 |

| 1856  | 1861  | 1866  | 1872  | 1876  | 1881  | 1886  | 1891  | 1896  |
| ----- | ----- | ----- | ----- | ----- | ----- | ----- | ----- | ----- |
| 3 181 | 3 626 | 4 539 | 4 998 | 5 737 | 7 182 | 7 418 | 8 183 | 8 456 |

| 1901  | 1906  | 1911   | 1921   | 1926   | 1931   | 1936   | 1946   | 1954   |
| ----- | ----- | ------ | ------ | ------ | ------ | ------ | ------ | ------ |
| 9 125 | 9 272 | 10 214 | 10 359 | 10 558 | 10 768 | 10 899 | 10 024 | 13 500 |

| 1962   | 1968   | 1975   | 1982   | 1990   | 1999   | 2006   | 2011   | 2016   |
| ------ | ------ | ------ | ------ | ------ | ------ | ------ | ------ | ------ |
| 19 235 | 32 544 | 32 509 | 34 709 | 31 956 | 30 675 | 33 479 | 33 741 | 35 747 |

| 2021   | 2022   | - | - | - | - | - | - | - |
| ------ | ------ | - | - | - | - | - | - | - |
| 36 106 | 36 494 | - | - | - | - | - | - | - |

#### Pyramide des âges
La population de la commune est relativement jeune.
En 2018, le taux de personnes d'un âge inférieur à 30 ans s'élève à 47,9 %, soit au-dessus de la moyenne départementale (37,3 %). À l'inverse, le taux de personnes d'âge supérieur à 60 ans est de 15,5 % la même année, alors qu'il est de 22,8 % au niveau départemental.
En 2018, la commune comptait 17 810 hommes pour 17 990 femmes, soit un taux de 50,25 % de femmes, légèrement inférieur au taux départemental (51,11 %).
Les pyramides des âges de la commune et du département s'établissent comme suit.
| Hommes | Classe d’âge | Femmes |
| ------ | ------------ | ------ |
| 0,3    | 90 ou +      | 0,9    |
| 3,1    | 75-89 ans    | 4,6    |
| 10,4   | 60-74 ans    | 11,7   |
| 15,9   | 45-59 ans    | 14,2   |
| 21,8   | 30-44 ans    | 21,5   |
| 20,7   | 15-29 ans    | 20,0   |
| 27,8   | 0-14 ans     | 27,1   |

| Hommes | Classe d’âge | Femmes |
| ------ | ------------ | ------ |
| 0,5    | 90 ou +      | 1,4    |
| 5,5    | 75-89 ans    | 7,6    |
| 15,6   | 60-74 ans    | 16,3   |
| 20,8   | 45-59 ans    | 20     |
| 19,4   | 30-44 ans    | 19,4   |
| 17,6   | 15-29 ans    | 16,2   |
| 20,6   | 0-14 ans     | 19,1   |

### Manifestations culturelles et festivités
Plusieurs manifestations se déroulent chaque année dans la commune :
- mars : festival « Près de chez vous, des artistes », festival des pratiques artistiques amateurs créé en 2003 organisé par la maison des associations ;
- fin mars : « Festival de poésie », festival créé en 2012 organisé par la Ville aux livres, il se déroule dans l'espace de la Faïencerie ;
- avril : la Convention Manga, journée d'animation autour du thème du manga, créé en 2008 ;
- début juin : les « Rencontres de danse hip-hop » à la Faïencerie, festival créé en 2004 regroupant des groupes amateurs venus de tout le département de l'Oise ;
- juin : fête des associations, sur l'île Saint-Maurice ; le Mix Up Festival, sur l'île Saint-Maurice ;
- juillet/août : Creil-Bords de l'Oise, animations estivales sur l'Île saint Maurice ;
- début novembre : foire aux Marrons, foire commerciale de la ville qui aurait été créée en 1211[137] ;
- 3e semaine de novembre : Salon du livre et de la bande-dessinée, créé en 1987 et organisé par la Ville aux livres il se déroule chaque année dans l'espace de la Faïencerie ;
- 3e weekend de décembre : Traversée de l'Oise.

### Sports
- Salles omnisports : Camus ; Salengro (et stade vélodrome) ; Descartes ; Gérard-de Nerval,
- Plaine de jeux : Bois Saint-Romain ; Champ de Mars,
- Piscine municipale

### Cultes
Plusieurs religions possèdent un lieu de culte dans la commune :
- La paroisse catholique du Creillois centre, qui dépend du diocèse de Beauvais, regroupe les communes de Creil, Verneuil-en-Halatte et Saint-Maximin. On trouve ainsi deux lieux de culte catholiques dans la commune : l'église Saint-Médard et l'église Saint-Joseph-Ouvrier[138].
- La mosquée Essalam de Creil a été inaugurée en 2004 et construite par l'association cultuelle et culturelle des musulmans de l'Oise (ACCMO). C'est la deuxième mosquée de l'Oise après celle de Montataire. Elle a une capacité d'accueil de 1 500 fidèles[139].
- Mosquée Abou Bakr de Creil[140]
- Mosquée El-Fatih de Creil[141]
- Mosquée Othman de Creil[142]
- Mosquée Omar Ibn Khattab  de Creil[143] qui a une capacité d'accueil de 500 fidèles
- Un temple protestant est présent dans la commune et regroupe une paroisse affiliée à l'Église réformée de France[144] et à l'Église protestante malgache en France[145]. On trouve aussi dans la commune une association Adventiste[146].
- Une synagogue est présente sur le plateau, gérée par l'association cultuelle israélite de Creil.

## Économie

### Niveaux de vie, niveaux de revenus
Le revenu fiscal médian par ménage était en 2006 de 10 597 €, ce qui place Creil au 30 487e rang parmi les 30 687 communes de plus de 50 ménages en métropole.
Selon le Journal du Net, Creil est, en 2010, la huitième ville de plus de 20 000 habitants la plus pauvre de France,, avec un revenu fiscal de référence moyen de 9 540,20 € et 3434 chômeurs de catégories A, B et C au 31 décembre 2009, ainsi qu'une population active de 22 604 personnes en 2006. Les fermetures des usines Chausson, filiale de Peugeot et Renault ou de Vieille Montagne, ont fait flamber le taux de chômage et réduit le revenu de nombreux creillois.

### Emploi
La commune compte 15 511 actifs soit 68,6 % de la population âgée entre 15 et 64 ans, 46 % de la population totale. Le taux de chômage au sens du recensement est de 20 % en 2006. Il touche essentiellement les 15-24 ans, à plus de 35 % pour les femmes et plus de 25 % chez les hommes. Parmi les actifs ayant un emploi, 28,5 % travaille en dehors de la Picardie, c'est-à-dire essentiellement en Île-de-France, dans la région de l'aéroport Roissy-Charles-de-Gaulle et de Paris. En 2015, le taux de chômage des 15 à 64 ans atteint les 25,3%.
On compte 16 229 emplois dans la commune, à 94 % des emplois salariés. 89,3 % de ces emplois sont dans le secteur du tertiaire et seulement 6,8 % dans le domaine secondaire. Les principaux employeurs sont situés dans le secteur public. Il s'agit pour les cinq premiers du centre hospitalier, de la SNCF, de la commune elle-même, de la CPAM puis de la Poste. Aucun employeur industriel ne se trouve dans les 10 premiers, dans une commune ayant eu longtemps une prépondérance dans le secteur secondaire.
Des actions de développement de l'emploi sont mises en place dans le cadre notamment d'un plan local pour l'insertion et l'emploi (PLIE). Creil appartient à la zone d'emploi du Sud-Oise, le bassin d'emploi le plus grand de Picardie avec celui d'Amiens.

### Entreprises et commerces
On dénombre dans la commune 1 212 entreprises en 2008, dont 387 commerces.
Les principales zones d'activité à Creil sont au nombre de quatre :
- Les Marches de l'Oise : zone franche urbaine (au même titre que le quartier Rouher) de 30 hectares située entre Creil et Montataire sur la rive gauche, le long de la ligne de chemin de fer. Elle correspond à un ancien site industriel ayant fait l'objet d'une reconversion. Elle accueille actuellement 88 entreprises pour 1 100 salariés dans les domaines industriel et tertiaire[156].
- Le parc technologique Alata : zone de type "technopôle" de 100 ha située sur le plateau, à cheval sur la commune de Verneuil-en-Halatte et spécialisée dans les activités de recherche et de technologie. En périphérie immédiate se trouve le site de l'Institut géographique national.
- La zone d'aménagement économique et tertiaire du Bois Saint-Romain (ZAET) :  zone d'environ 100 ha comprenant une centaine d'entreprises artisanales, industrielles et de services, situé en limite du centre commercial de Saint-Maximin.
- Le domaine de la Justice : site de 4 ha accueillant actuellement 12 entreprises spécialisées dans les activités artisanales, industrielles non polluantes et des services aux entreprises.

## Creil dans la littérature
- Gustave Flaubert, dans son roman L'Éducation sentimentale (1869), évoque Creil et sa faïencerie dans le chapitre 3 de la Deuxième partie.

## Culture locale et patrimoine

### Lieux et monuments
Creil compte trois monuments historiques sur son territoire communal :

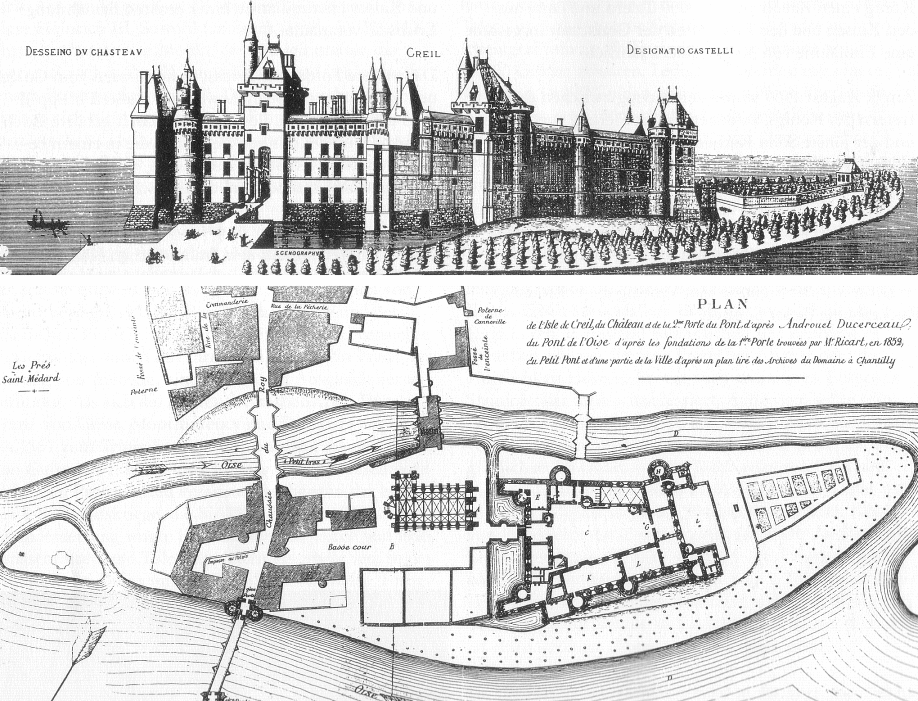
Le château, vers 1576.

- Vestiges du château et la maison Gallé-Juillet, sur l'île Saint-Maurice, allée du Musée (classés en 1923)[157] : 
Le château royal de Creil est mentionné dès le IXe siècle, quand il est détruit par les Normands. Il n'est reconstruit que sous Charles V, vers 1374. Au XVe siècle, le roi Louis XI profite souvent de ce château, notamment lors de ses campagnes en Picardie[158]. 
Propriété du prince Louis V Joseph de Bourbon-Condé à la fin de l'Ancien Régime, le château est vendu en 1784 et presque totalement démoli. On peut encore en voir les bases de plusieurs tours rondes, les fondations ainsi que des caves au rez-de-chaussée de la maison Gallé-Juillet, construite sur les vestiges vers 1790.
La commune souhaite restaurer l'aile nord du château, et a lancé une campagne de financement participatif fin 2019 afin de financer « le décaissement de la salle médiévale qui est actuellement cloisonnée et dont la taille initiale a été réduite », de manière à y accueillir des expositions ou des événements.consacrés au patrimoine local[159].

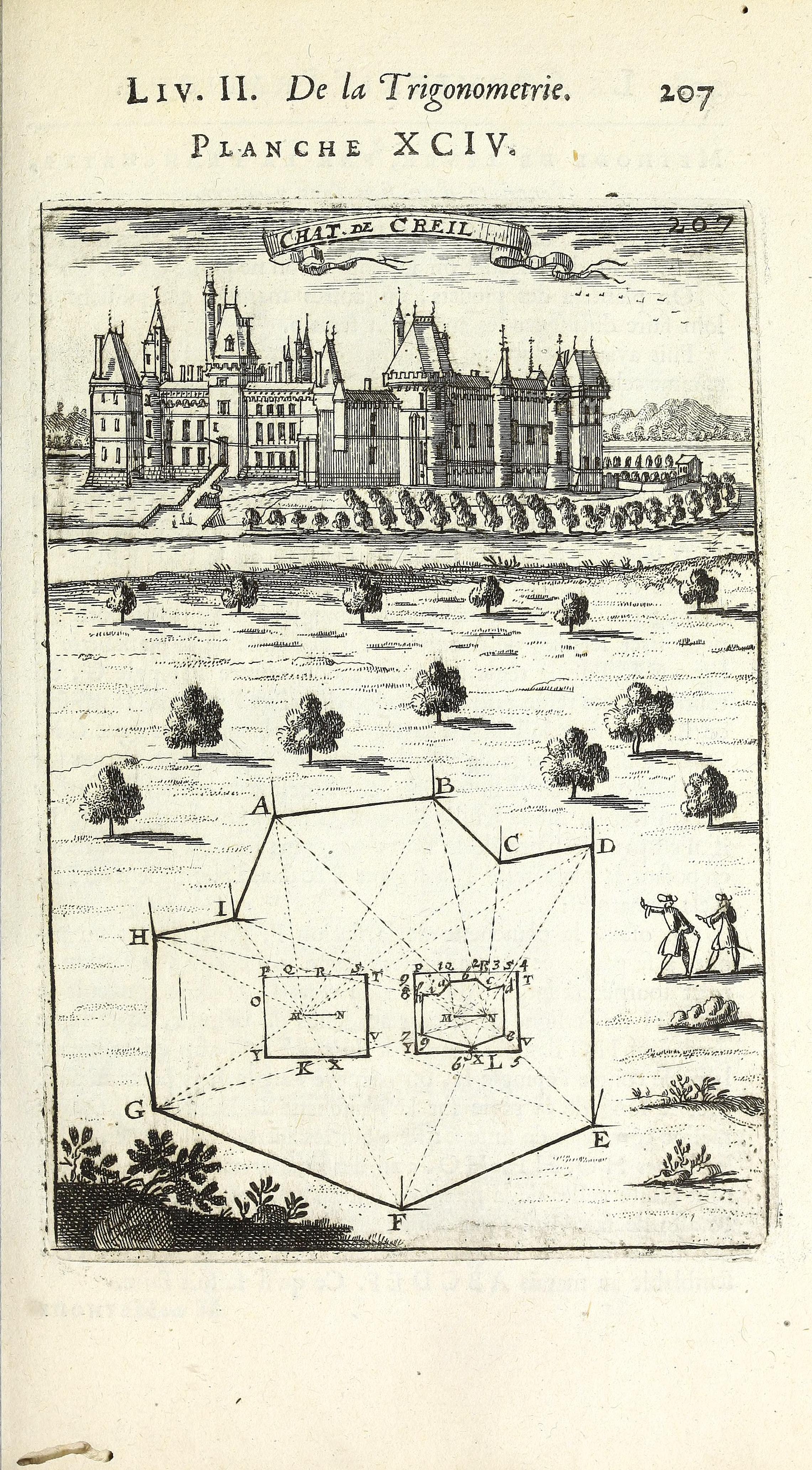
Le château, gravure de 1702.
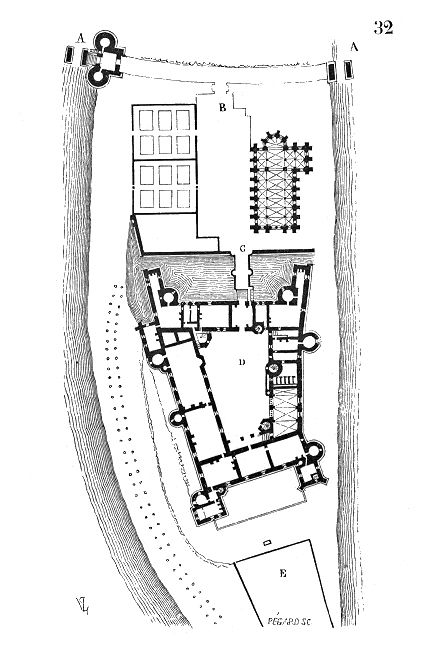
Plan du château, sans date.
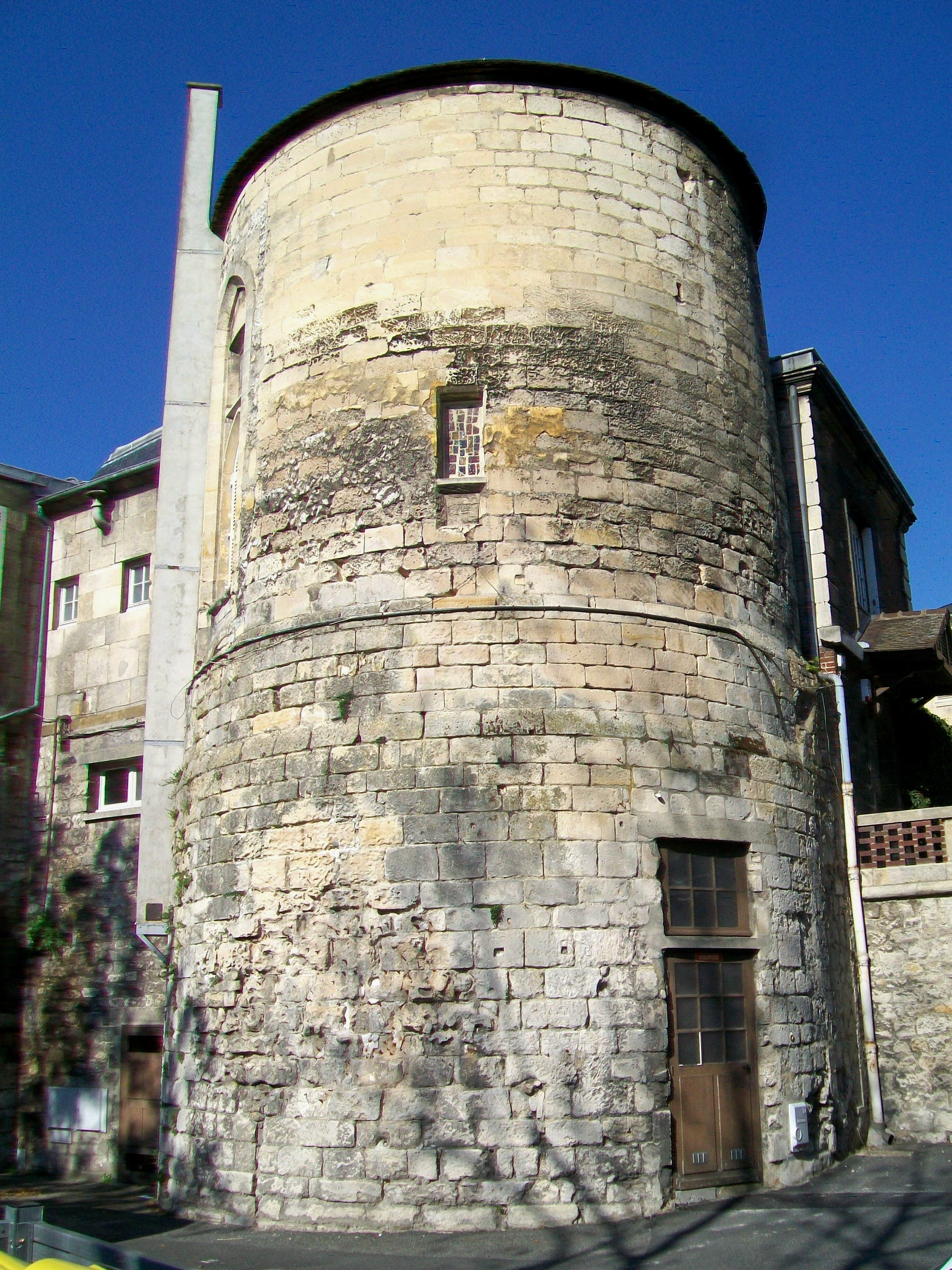
Tour de l'ancien château royal.
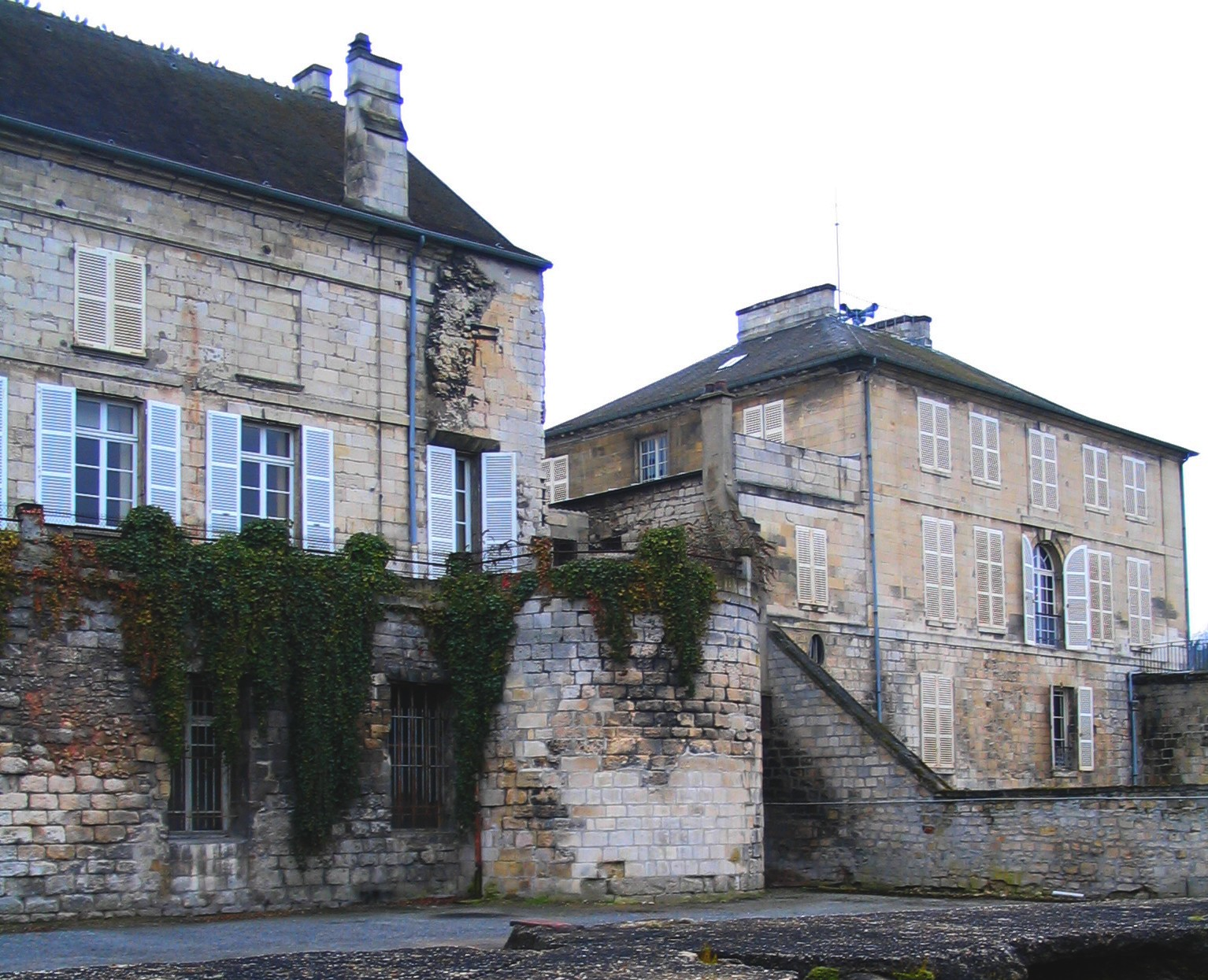
Le Musée Gallé-Juillet vu du nord
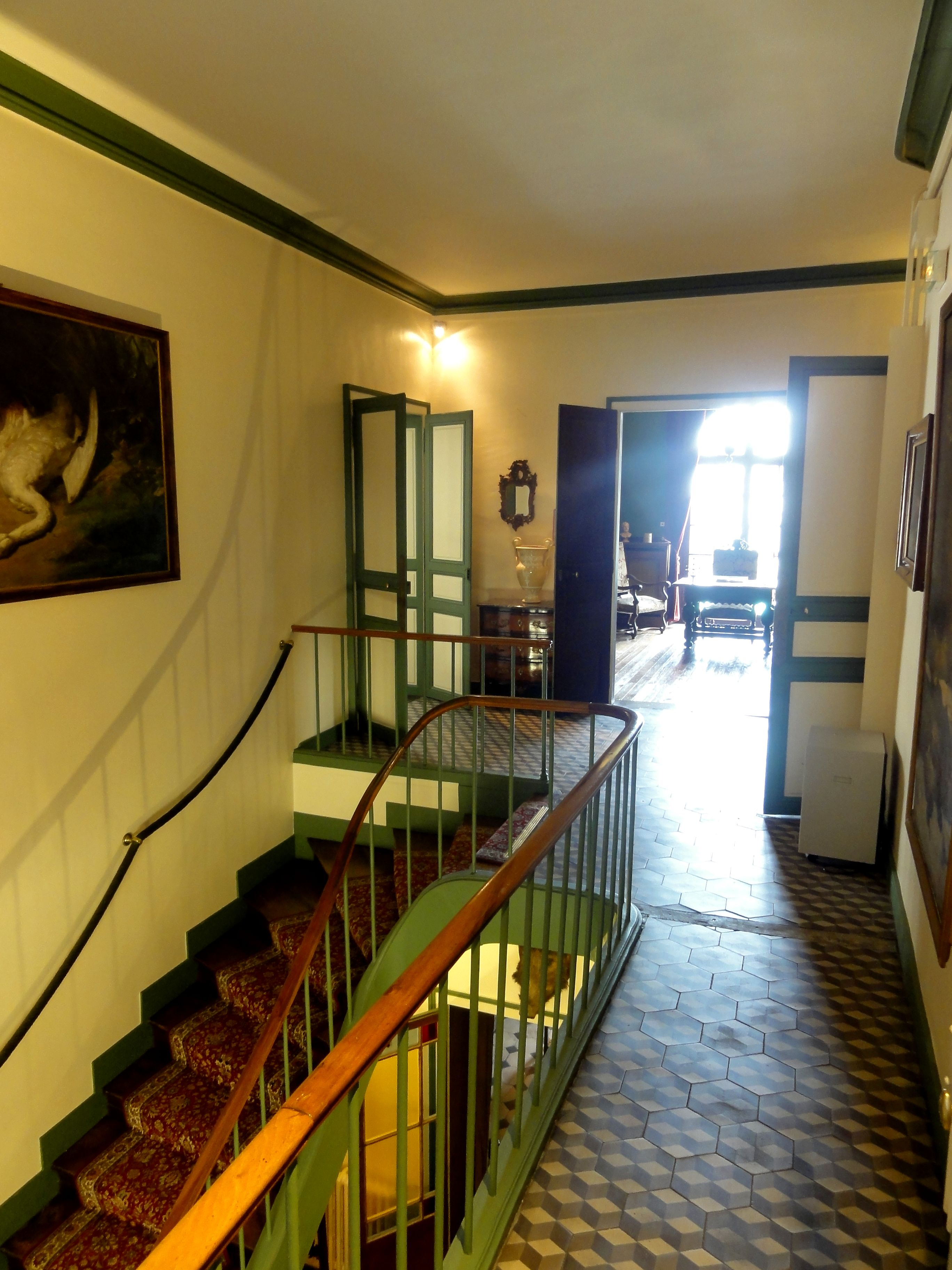
L'escalier du musée.
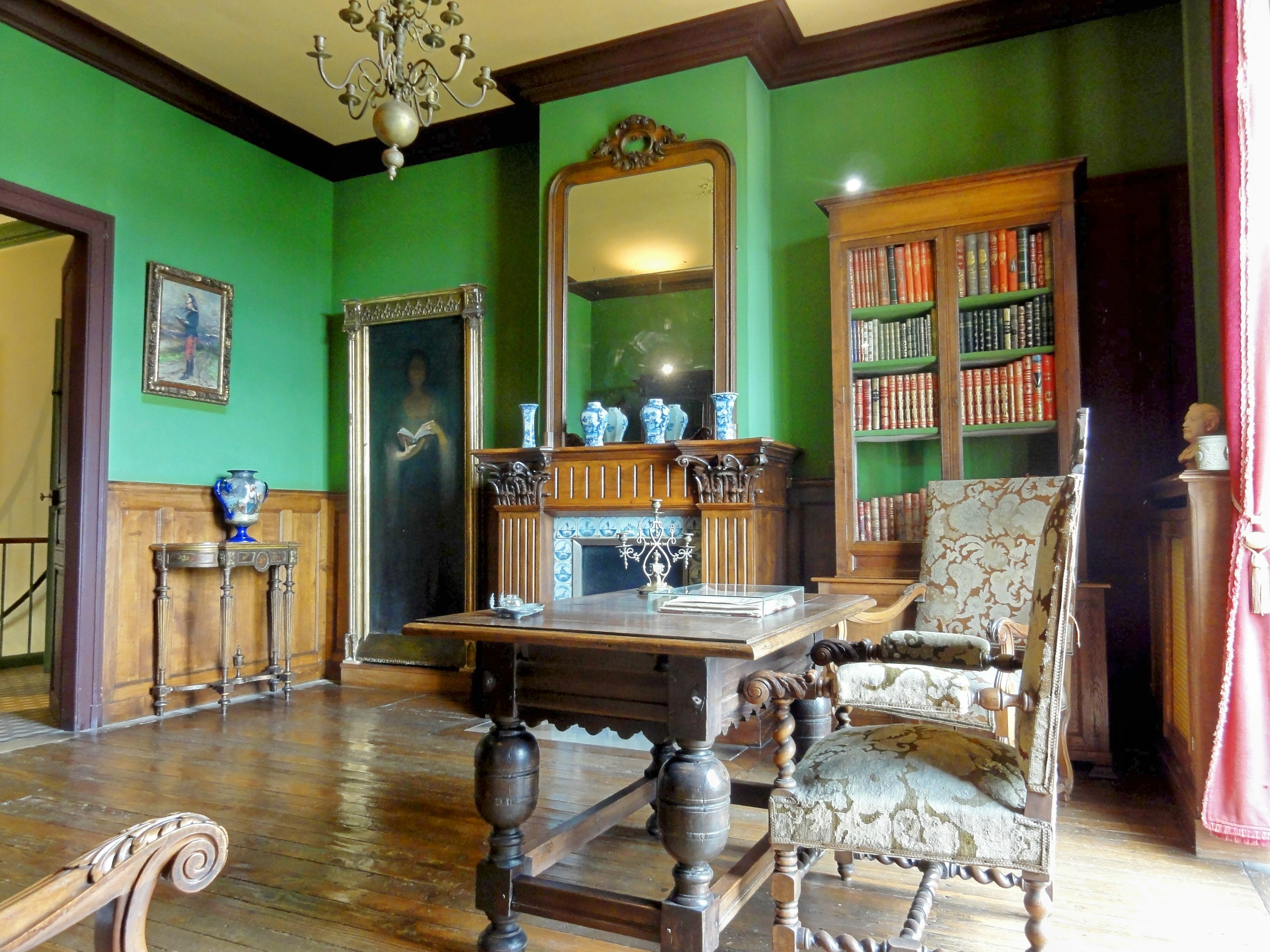
Bureau-fumoir du musée

- Église Saint-Médard, place Saint-Médard (classée en 1920)[160] : 
Elle comprend des éléments allant du XIIIe siècle au XVIe siècle dont le clocher. 
L'église présente un plan particulièrement étrange, dont les contours se rapprochent de la forme d'un triangle irrégulier. Cette forme provient de nombreux remaniements, dont notamment le changement d'orientation au début du XIVe siècle quand le croisillon nord du transept est démoli pour être remplacé par le nouveau chœur, délimité au fond par le rempart. D'autre part, une route (d'origine moderne) flanquait l'église le long de la façade sud-est. Ces contraintes font que la travée alors ajoutée n'est en fait qu'une moitié de travée, coupée diagonalement par l'enceinte. L'unique travée du bas-côté Est du chœur poursuit cette ligne. À l'ouest, où davantage de place était disponible, est construite une grande chapelle latérale de plan carré, entre 1490 et 1496, dédiée à sainte Catherine. 
En 1431 ou 1441, la voûte de l'ancien chœur s'effondre et est reconstruite à un niveau inférieur, avec un toit en appentis, lui faisant perdre son aspect de chœur. De la même époque date le porche devant le croisillon sud du transept initial (et donc à l'extrémité nord de la nef depuis le changement d'orientation), et dont le plan est curieusement trapézoïde. 
L'église initiale du XIIIe siècle, et donc orientée classiquement est-ouest et cruciforme, avait un chevet plat, un transept largement saillant de trois travées avec des voûtes de grande portée, une nef et un chœur de deux travées chacun, ainsi que des bas-côtés. La nef et le chœur étaient de longueur à peu près égale. 
Le clocher actuel est érigé à partir de 1521 au sud-ouest de l'église, et mesure 34 m de haut. Les travaux ayant été interrompus pendant un certain temps, son étage supérieur présente déjà le style de la Renaissance. Quant au portail vers le sud, il ne donne pas accès à l'église, mais seulement au porche[161].

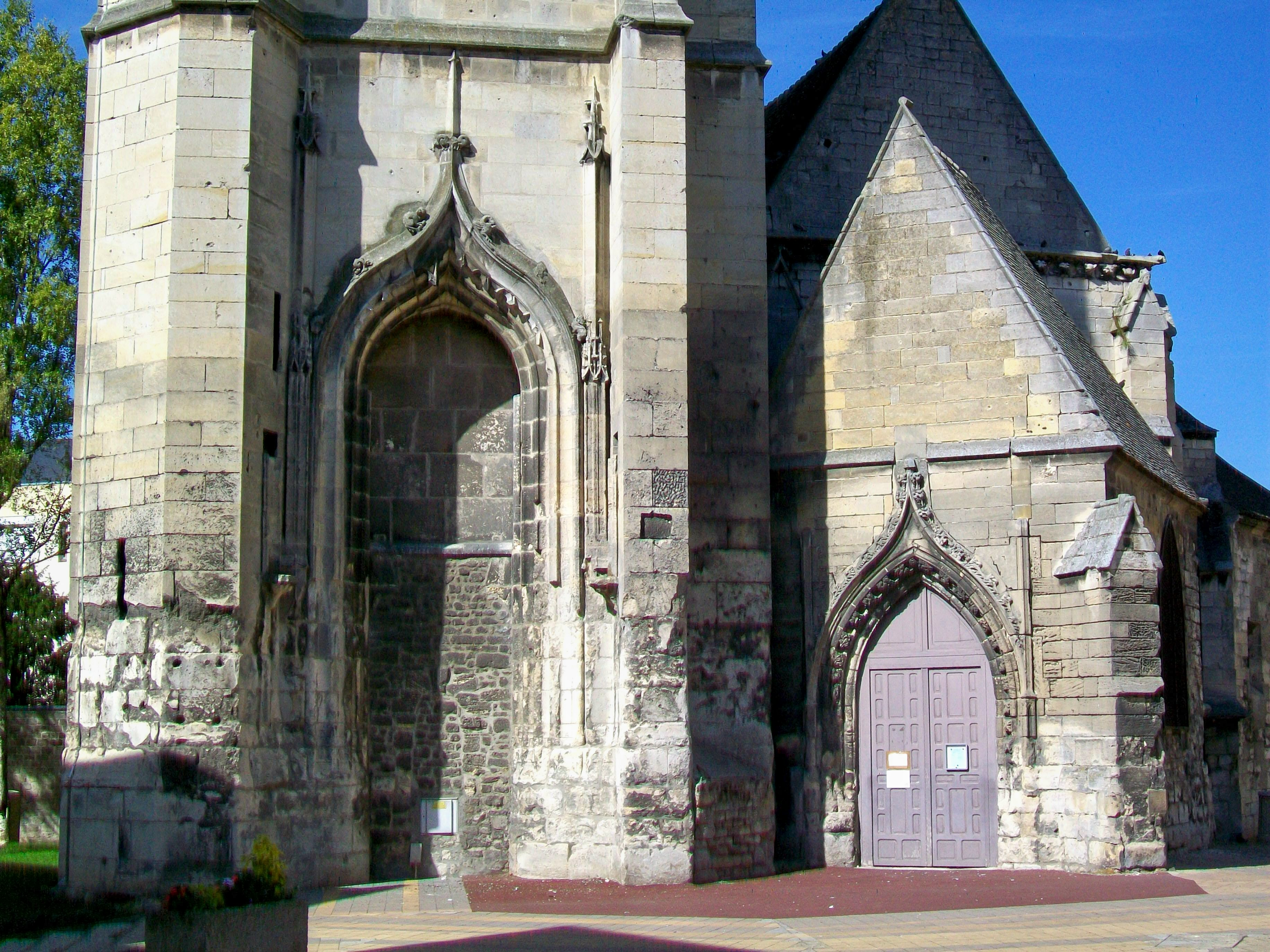
Détail de la base du clocher et du portail.
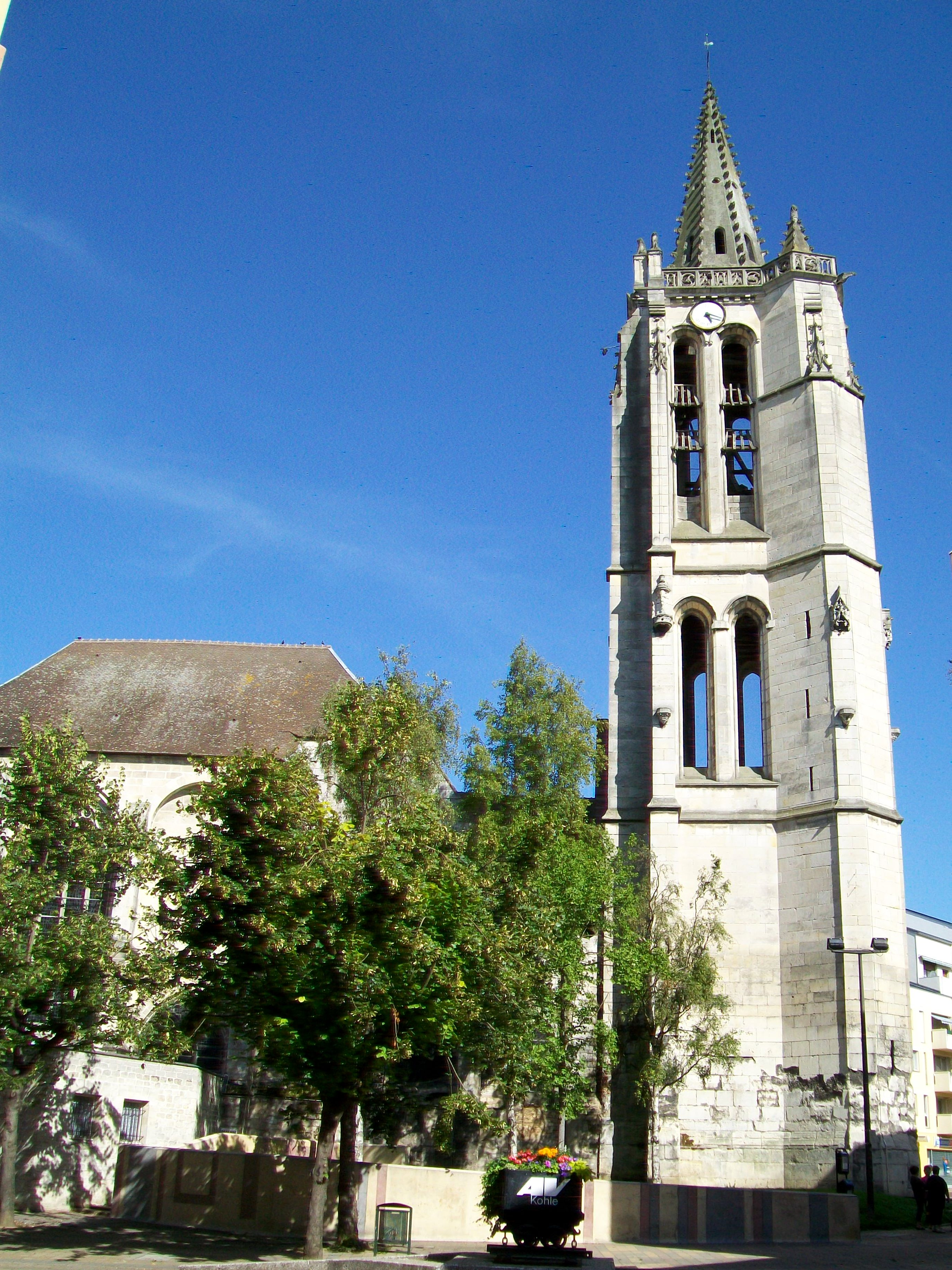
Le clocher
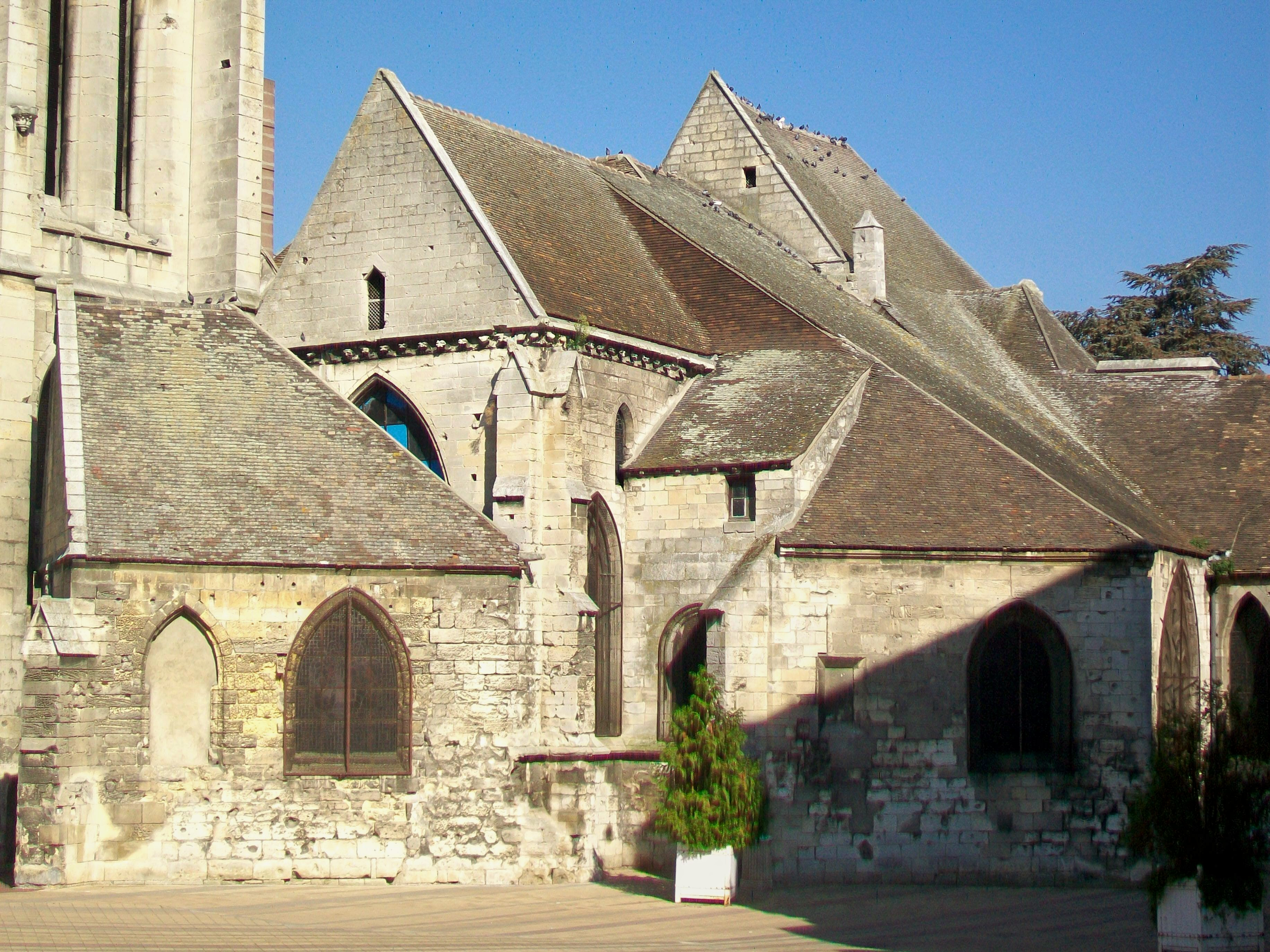
Le bas-côté est.
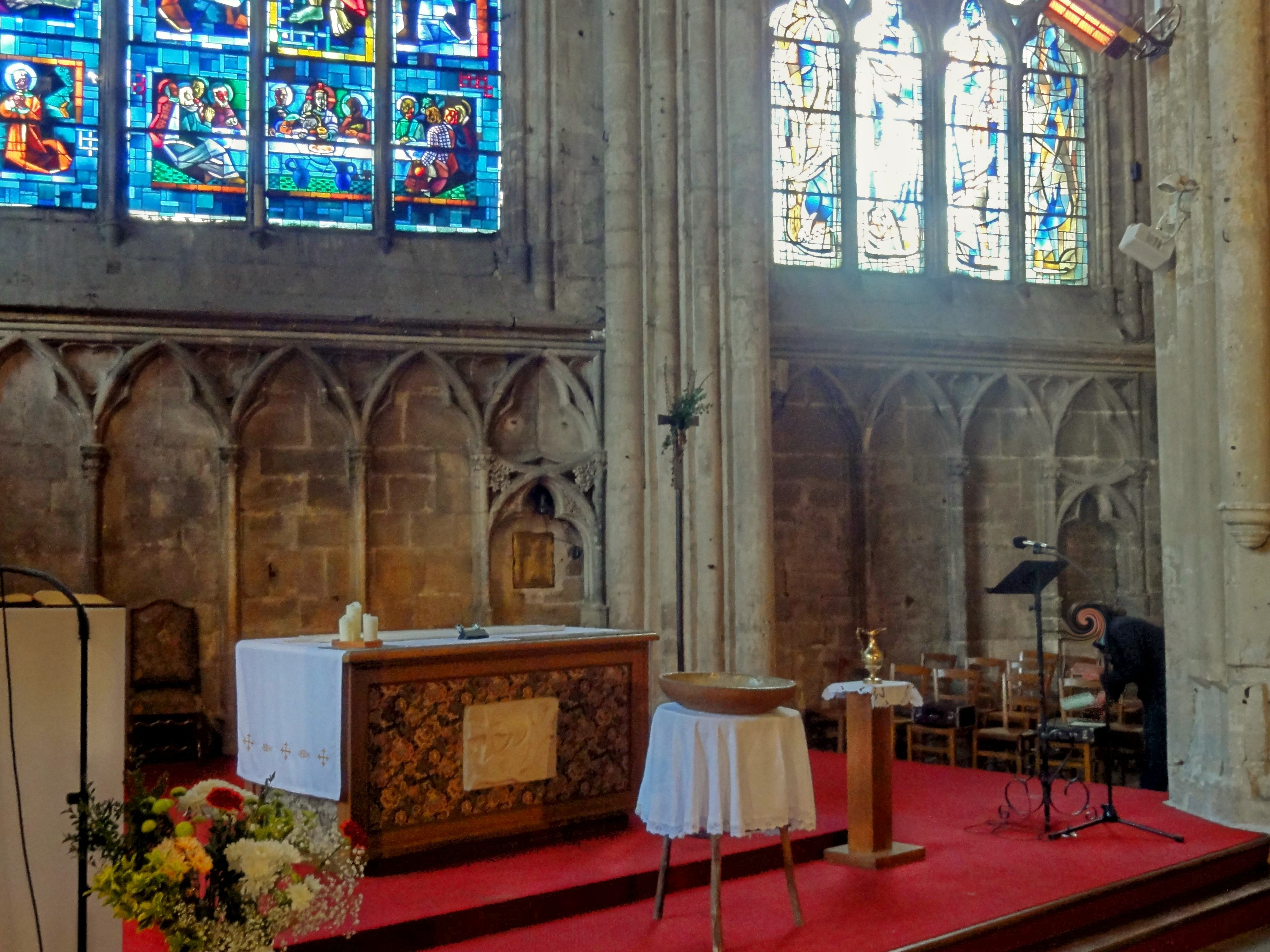
L'autel dans le chœur du XIVe siècle.
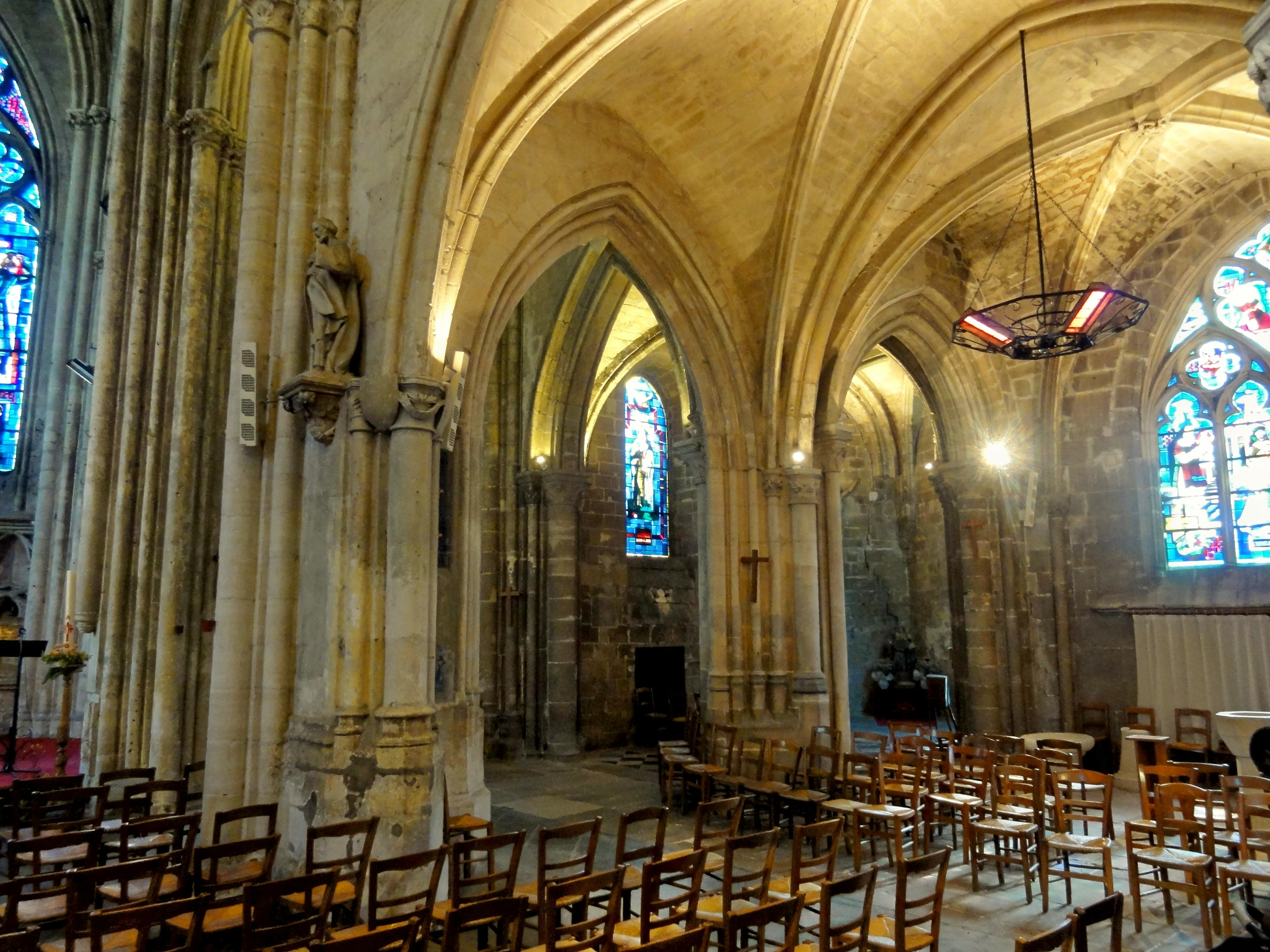
L'ancien chœur
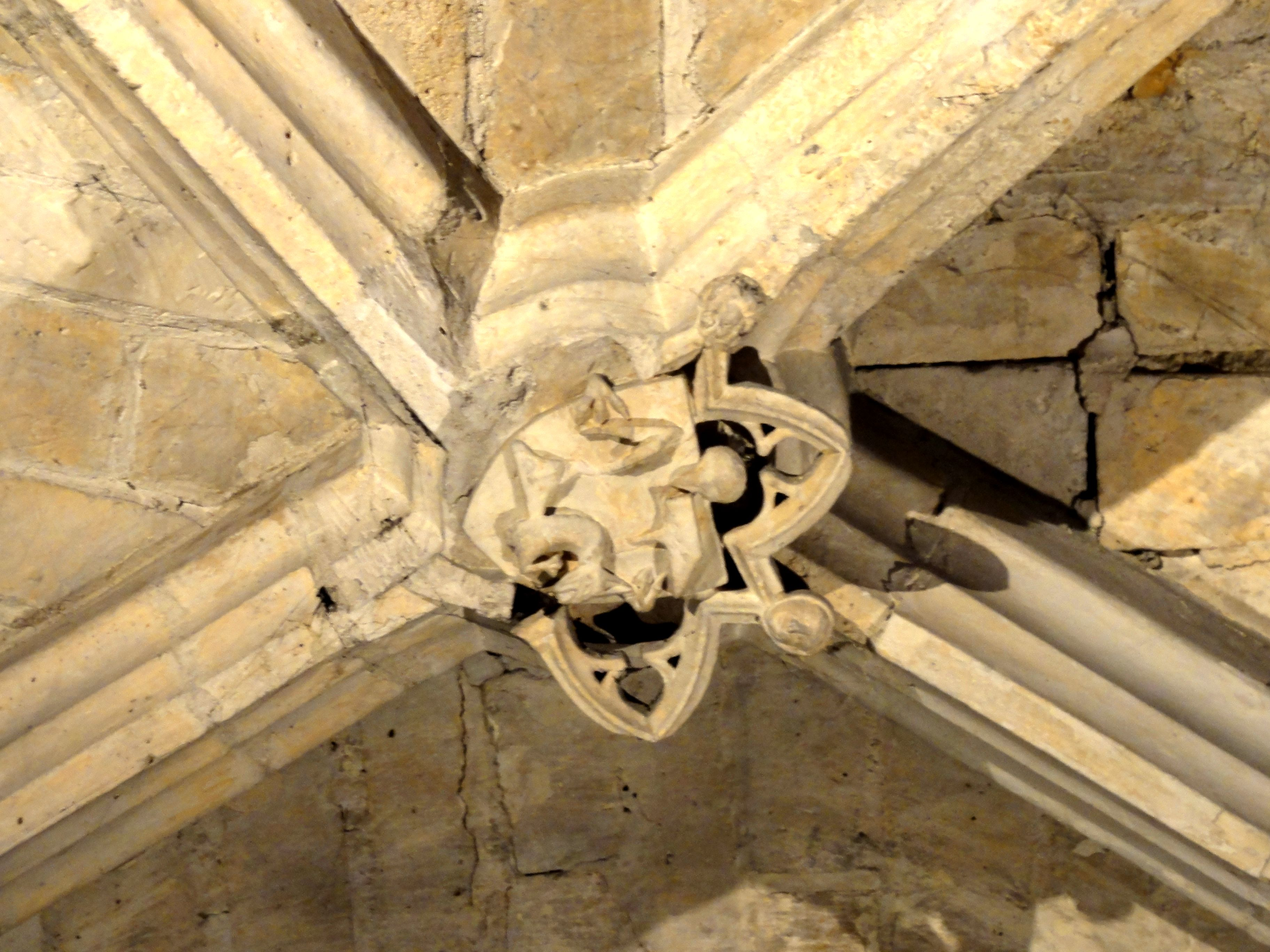
Clé de voute.

- Kiosque ou « Temple d'amour », à l'extrémité nord-est de l'île Saint-Maurice, derrière de la piscine municipale, impasse du Palais (classé en 1925)[162] : 
Il s'agit d'une ancienne fabrique de jardin édifiée en 1750 avec le surplus de pierres de la construction du pont de la Boucherie voisin. L'appellation est motivée par les motifs des bas-reliefs qui ornent le pavillon[163].

On peut également signaler : 
- Hôtel de ville, île Saint-Maurice : 
Construit près l'emplacement des ruines de l'ancien château et de la collégiale Saint-Evremond, il a été inauguré le 7 juin 1903[164].
- Ancien théâtre, rue Jules-Michelet : Il date de 1882 et comportait sept cents places, ainsi que deux balcons. Devenu cinéma-théâtre en 1926[164], c'est aujourd'hui une boîte de nuit et salle de spectacles, désaffectée depuis peu de temps[C'est-à-dire ?].
- Le monument aux morts pacifiste, allée des Anciens-Combattants : 
Sculpture allégorique de la paix intitulée « La paix se révélant à l'humanité », selon l'inscription gravée sur le socle. Avec la statue, la ville de Creil rend hommage à ses enfants morts pour la France, dont les noms figurent sur les plaques en marbre sur les côtés latérales du socle.
- « Les tufs » , allée des Tufs et rue du Haut-des-Tufs : anciennes maisons troglodytiques creusées dans la roche dont il reste très peu de traces. Les avantages de ces habitations occupées le plus souvent par des familles modestes étaient leur faible coût et le climat agréable, frais en été et pas trop froid en hiver[164],[165]. 
Sur l'allée des Tufs, voie piétonne sinueuse, les cavités ont été bouchées. Rue du Haut des Tufs, certaines maisons se poursuivent par des pièces troglodytes, sans se distinguer des maisons ordinaires. D'autres maisons disposent encore de boves à l'arrière du jardin ou de la cour, utilisées comme débarras.

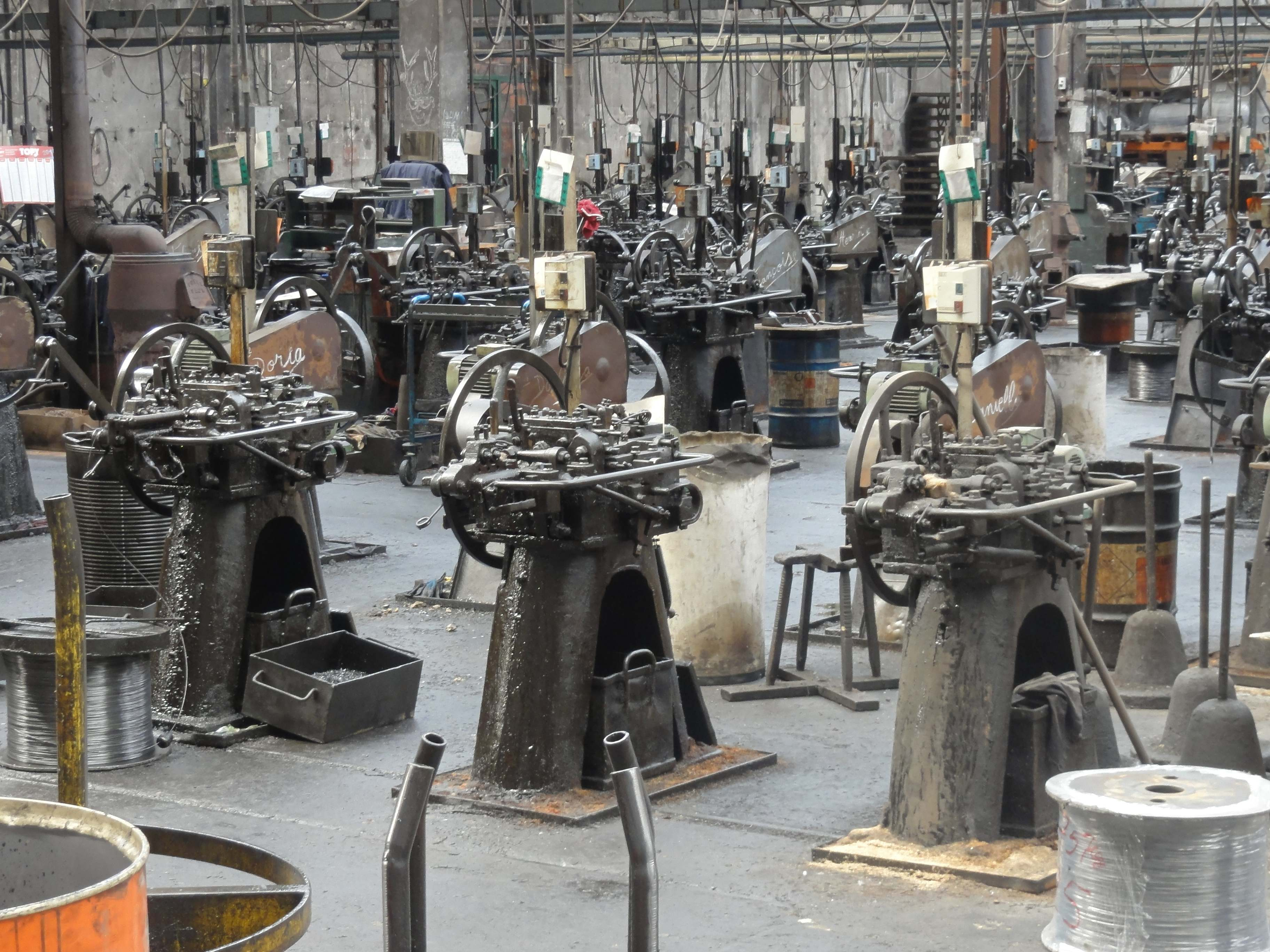
L'atelier de tréfilerie de la clouterie.

- La clouterie Rivierre, rue des Usines : Installée à la même adresse depuis 1888, l'entreprise  est la dernière usine de clous en activité en France. Elle est classée entreprise du patrimoine vivant depuis 2007 et utilise encore les machines et le savoir-faire de l'époque, qui lui permet de produire 2 800 références de clous dont certains sont uniques au monde[166]. La clouterie organise toute l'année des visites guidées de l'usine[167].

- La piscine, sur l'Ile Saint Maurice est la première de l'Oise. 
Inaugurée en 1923, de style Art déco, elle est restaurée en 1956 et fermée en 2010. Elle est de nouveau ouverte au public depuis juin 2013, après trois ans de travaux.

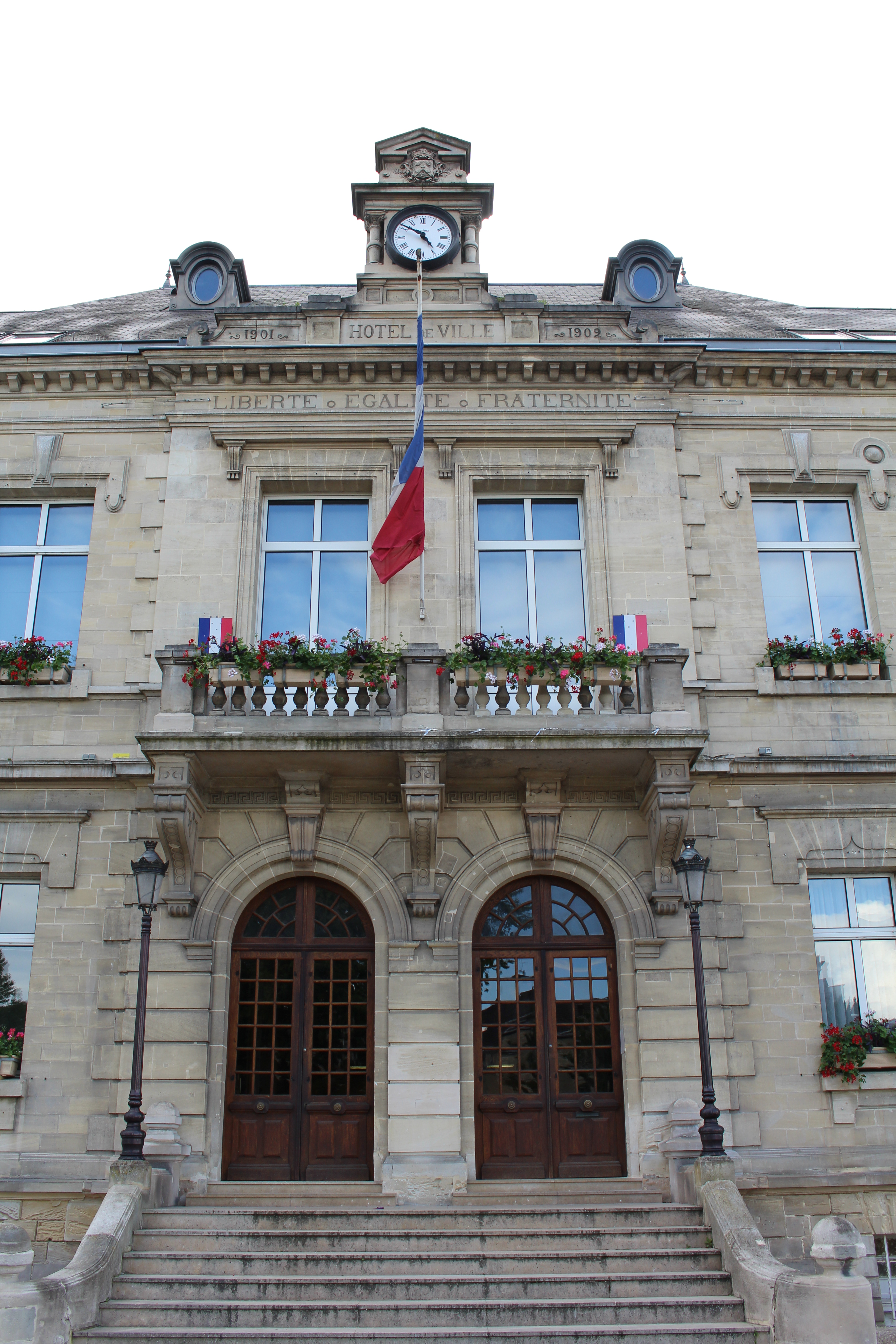
Détail de la mairie.
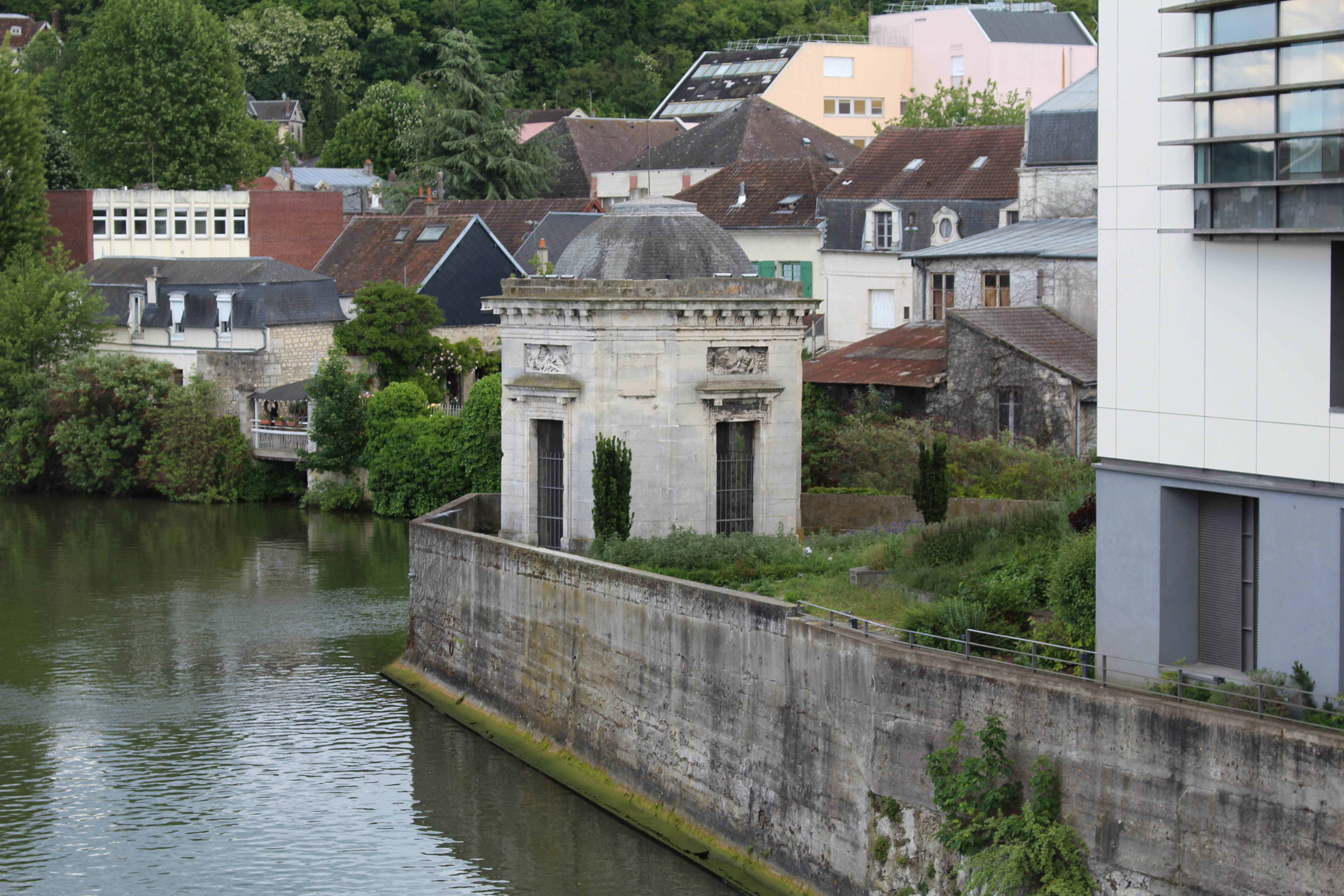
Le Temple d'amour, île Saint-Maurice.
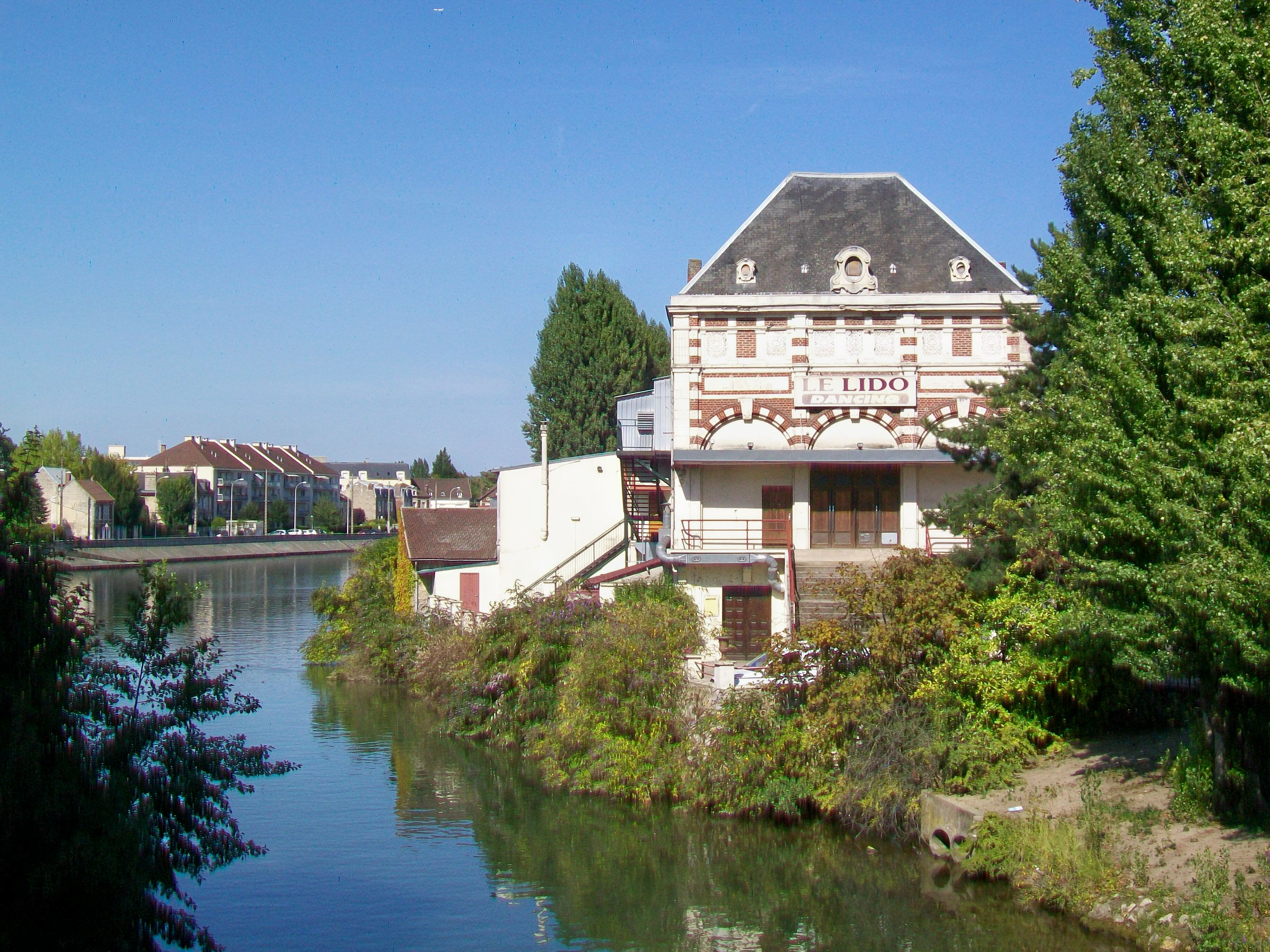
L'ancien théâtre, devenu « Le Lido ».
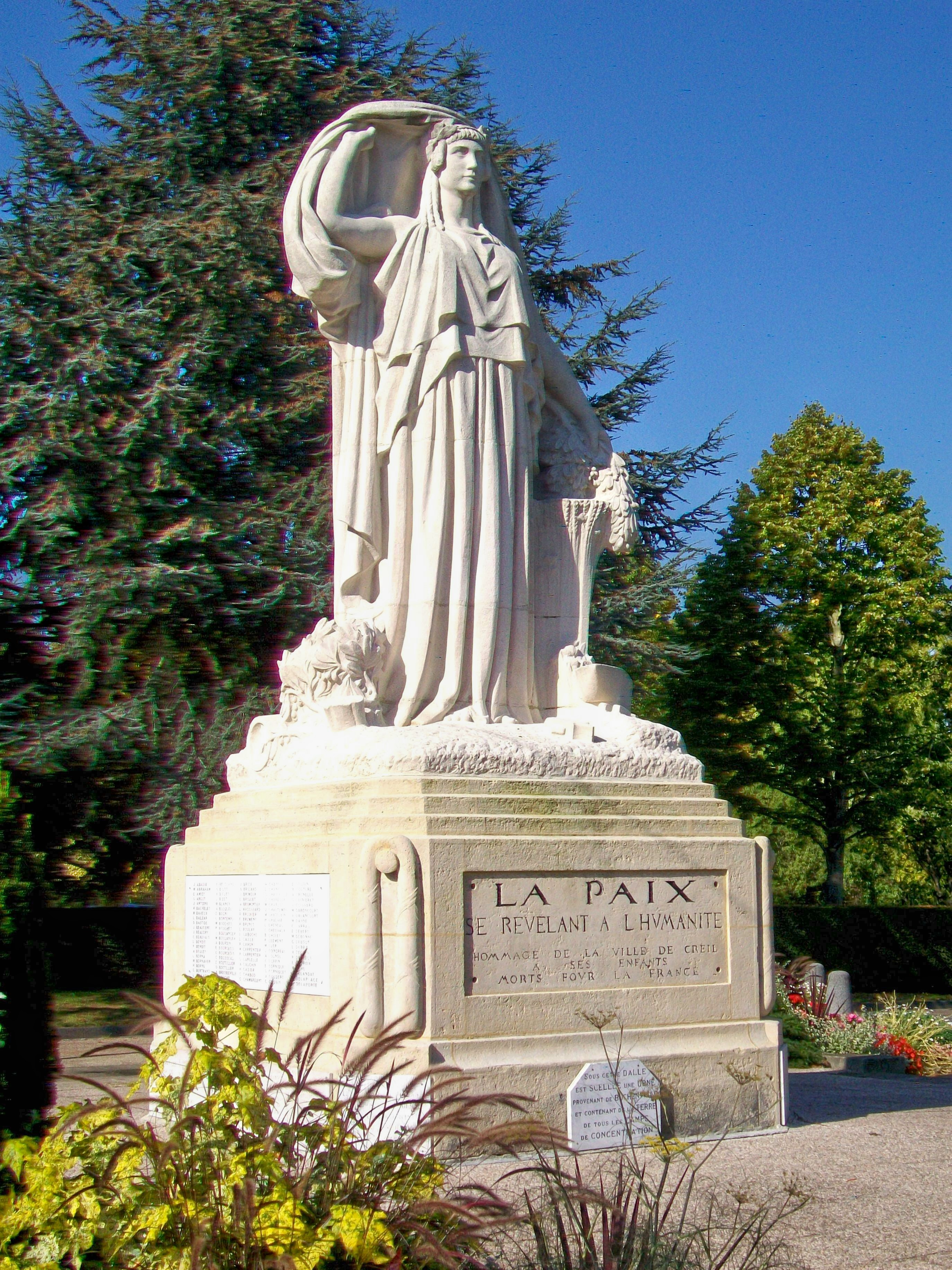
Le monument aux morts .
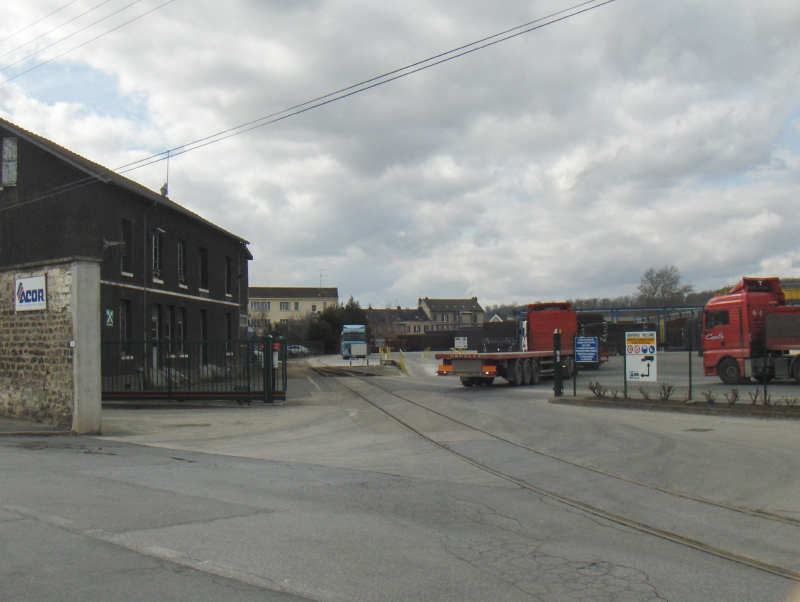
Ancienne S.A. des Forges, Tréfilerie et Pointerie de Creil.
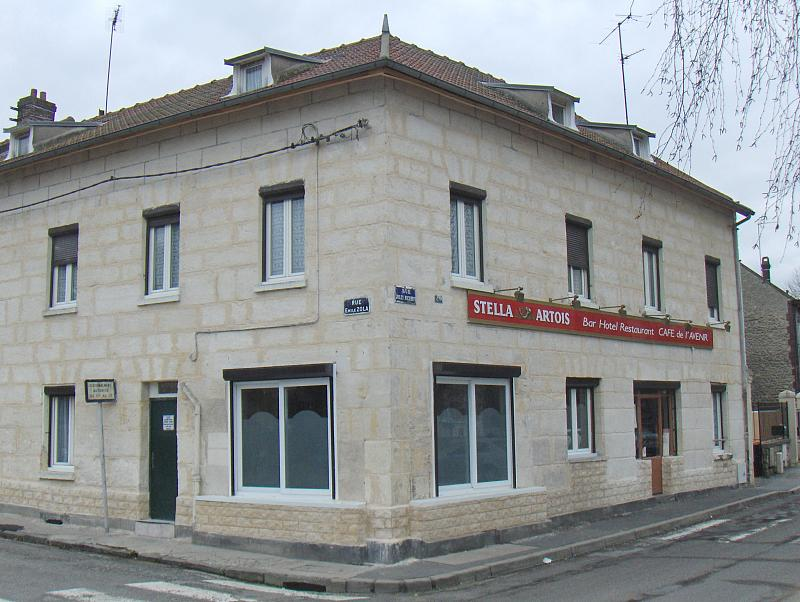
L'ancienne épicerie de la cité ouvrière Saint-Médard
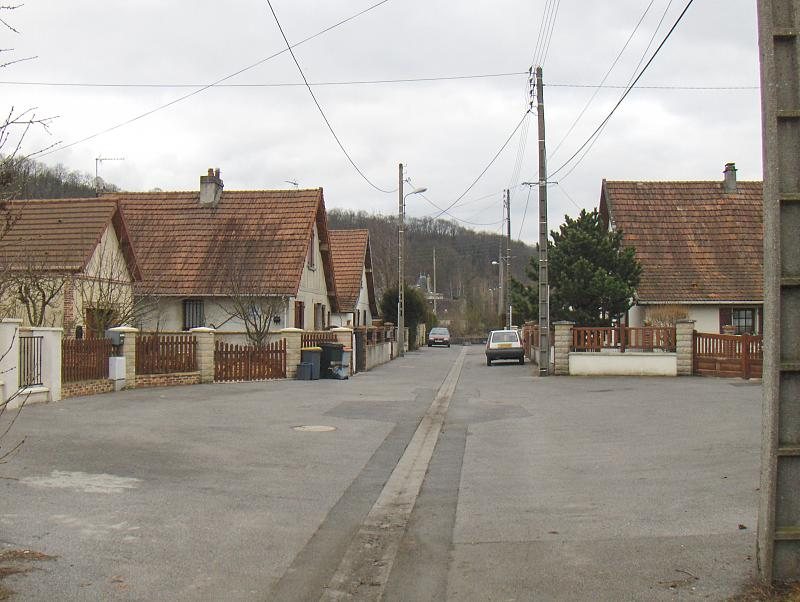
Cité ouvrière de la Tonnellerie

### Personnalités liées à la commune
- Charles IV de France (1294-1328), dernier souverain capétien, né au château de Creil.
- Louis XI de France (1423-1483), ce roi séjournait fréquemment au château lors de ses déplacements[158].
- Vincent Contenson (1641-1674) théologien thomiste, y est mort.
- Jean-Louis Thuillier (1757-1822), botaniste français, y est né.
- Edme Bovinet (1767-1832), graveur français, a vécu les dernières années de sa vie à Creil.
- Charles de Saint Cricq Cazeaux, né en 1774. Actionnaire principal de la manufacture de faïence de Creil et maire de la ville.
- Marie-Victoire Monnard (1777-1869), mémorialiste et écrivaine, est née dans un hameau de Creil. Elle est surtout connue pour ses Souvenirs d'une femme du peuple, qui constituent un témoignage de la Révolution française.
- Gallé : ancienne famille de Creil, originaire de Montataire. Au cours du XIXe siècle, sa réussite professionnelle et sociale - sur plusieurs générations- va lui permettre d'acquérir la plus grande demeure de la ville, située à côté de l'actuelle mairie et construite sur les ruines du château local. Cousin du célèbre Emile Gallé, verrier et ébéniste du courant Art Nouveau à Nancy, celui-ci offre une remarquable table en marqueterie signée de sa main pour le mariage de Auguste et Berthe Gallé, le 8 mai 1894. Ce couple fait don de la totalité de la demeure à la ville de Creil en 1929 après la disparition de leur fils unique durant la Première Guerre mondiale.
- Louis-Gabriel Le Brun (1825-1905), ingénieur français récompensé par une médaille d'or lors de l'Exposition universelle de 1878, maire de Creil.
- Émile Cottin (1896-1936), militant anarchiste français auteur d'un attentat contre Georges Clemenceau, y est né.
- André Verchuren (1920-2013), accordéoniste champion du monde, résistant-déporté, y a résidé.
- Stéphane Bouy (1941-1990), acteur français, y est né.
- Michel Chion (1947-), compositeur de musique concrète et enseignant, y est né.
- Christine Muzio (1951-2018), championne olympique d'escrime, y est née.
- Éric Woerth (1956-), homme politique français, ancien ministre, maire de Chantilly et député de la quatrième circonscription de l'Oise, y est né.
- Bernard Cazeneuve (1963-), homme politique français, ancien premier ministre, y a résidé et étudié.
- Pascal Soetens (1969-), éducateur sportif, animateur de Pascal, le grand frère, y réside.
- Stéphane Moitoiret (1969-), assassin d'enfant, y est né.
- Hélène Geoffroy (1970-), femme politique française, ancienne ministre, maire de Vaulx-en-Velin, y est née.
- Rédoine Faïd (1972-), braqueur fiché au grand banditisme, y est né.
- Arnaud Labbe (1976-), coureur cycliste professionnel au sein de l'équipe cycliste Bouygues Telecom, y est né.
- Fabé Dia (1977-), athlète française naturalisée italienne, spécialiste du 200 mètres, y est née.
- Fabien Dubos (1977-), joueur français de basket-ball, professionnel de 1994 à 2007, y est né.
- Grégory Thil (1980-), footballeur professionnel, y est né.
- Arnaud Coyot (1980-2013), coureur cycliste français, professionnel de 2003 à 2012, y a résidé.
- Paccelis Morlende (1981-), joueur de basket-ball professionnel français, y est né.
- Céline Goberville (1986-), tireuse française au pistolet 10 et 25 mètres, fait partie de l'AS Tir de Creil.
- Lynel Kitambala (1988-), footballeur professionnel, y est né.
- Le groupe de rap Alliance Ethnik, originaire de Creil, dont les premiers concerts ont eu lieu à Creil en juin 1990.
- KeBlack (1992-), rappeur, son single Bazardée a été certifié single de diamant, son premier projet, Premier étage, a été certifié disque d'or, y est né.
- Naza (1993-), rappeur, y réside.
- Housen Abderrahmane (1995-), footballeur professionnel sélectionné dans l'équipe nationale mauritanienne, y est né.
- Simon Banza (1996-), footballeur professionnel, y est né.
- Davinhor (1997-), rappeuse, y réside.
- Aymen Sadi (2006-), footballeur, y est né.
- Ayyoub Bouaddi (2007-), footballeur, y a débuté le football avant de rejoindre le LOSC.

### Héraldique
| Blason de Creil | Blason  | D'azur au chevron d'argent chargé de trois molettes de sable et accompagné de trois roses d'or. |
| Blason de Creil | Détails | Les armes de la ville de Creil sont une variante à celles de la Maison de Creil, qui étaient : D'azur au chevron d'or chargé de trois molettes d'éperon de sable et accompagné de trois roses ou quintefeuilles du second, deux en chef et une en pointe. Le statut officiel du blason reste à déterminer. |